# 4. September
Der 4. September ist der 247. Tag des gregorianischen Kalenders (der 248. in Schaltjahren), somit bleiben noch 118 Tage bis zum Jahresende.

## Ereignisse

### Politik und Weltgeschehen
- 0476: Der letzte weströmische Kaiser Romulus Augustulus wird durch den germanischen Heerführer Odoaker abgesetzt und verbannt. Nach traditioneller Ansicht endet damit das Weströmische Reich.
- 0917: In der Schlacht von San Esteban de Gormaz auf der Iberischen Halbinsel besiegt König Ordoño II. von León mit seinem Heer die aus dem Kalifat von Córdoba aufgebrochenen Truppen des Kalifen Abd ar-Rahman III.
- 0929: Ein sächsisches Heer unter Graf Thietmar besiegt in der Schlacht bei Lenzen die Truppen verschiedener slawischer Stämme und erobert die gleichnamige Burg.

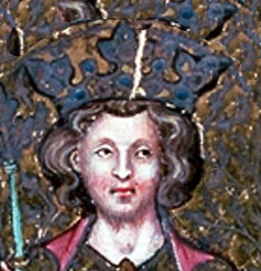
1024: Konrad II.

- 1024: Mit Konrad II. wird in Kamba bei Oppenheim der erste Salier zum deutschen König gewählt.
- 1260: Manfred besiegt in der Schlacht bei Montaperti die papsttreuen Florentiner und bringt ganz Tuscien unter seine Herrschaft.
- 1414: Der Frieden von Arras beendet in Frankreich vorübergehend den Bürgerkrieg der Armagnacs und Bourguignons.

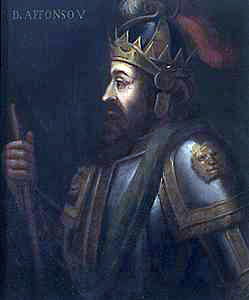
1479: Alfons V.

- 1479: Portugal und Kastilien unterzeichnen den Vertrag von Alcáçovas zur Beendigung des Kastilischen Erbfolgekrieges. Der portugiesische König Alfons V. verzichtet auf den kastilischen Thron, dafür erhält Portugal die Oberhoheit über alle Gewässer und Ländereien südlich von Kap Bojador. Lediglich die Kanarischen Inseln werden Kastilien zugesprochen.
- 1564: Die Truppen des schwedischen Königs Erik XIV. erobern im Dreikronenkrieg das dänisch regierte Ronneby, massakrieren mehr als 2000 Einwohner, plündern den Ort und brennen ihn nieder. Die in die Heilig-Kreuz-Kirche geflüchteten Bewohner werden ebenfalls nicht verschont.

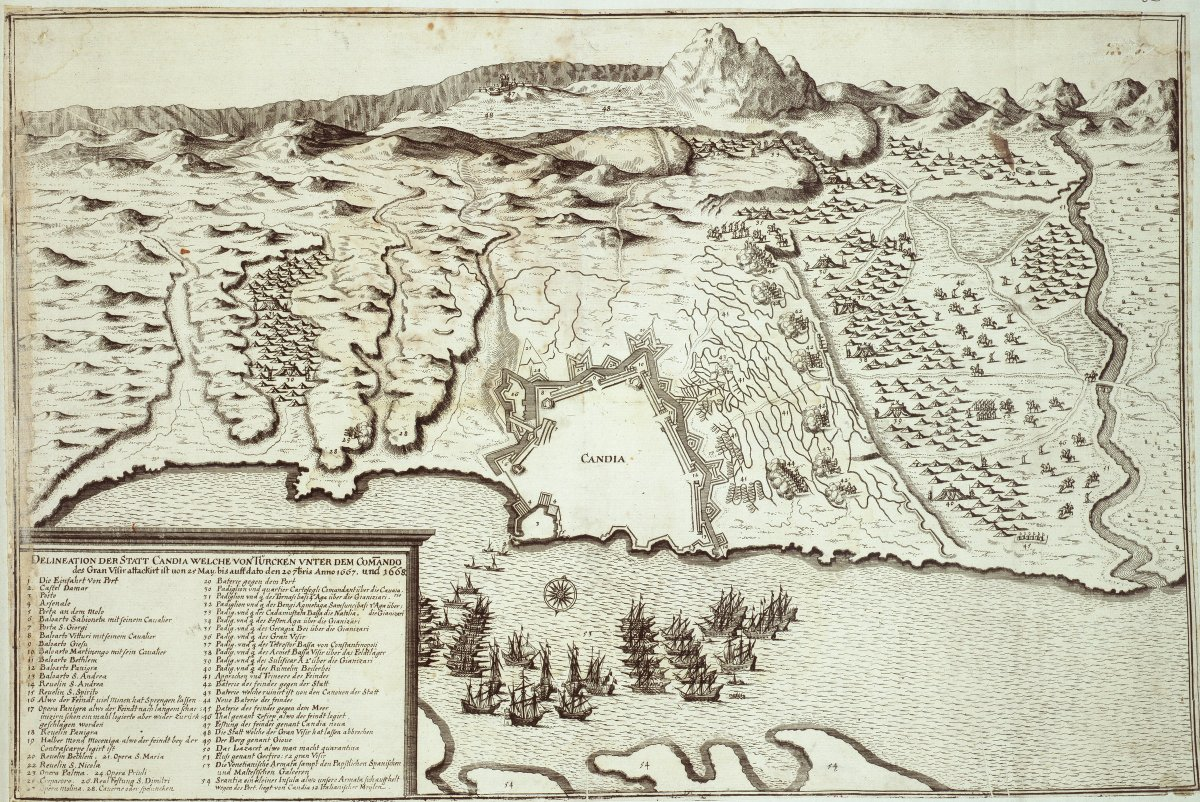
1669: Belagerung von Candia aus türkischer Sicht

- 1669: Die Belagerung von Candia, die längste der Historie, geht nach über 21 Jahren Dauer zu Ende. Die Venezianer kapitulieren gegenüber osmanischen Truppen und erhalten freien Abzug aus der Festung auf Kreta.
- 1672: Georg Wilhelm von Braunschweig-Lüneburg-Celle erwirbt drei große Elbinseln, die daraufhin eingedeicht und durch Verbindungsdeiche vereint werden. Sie tragen fortan den Namen Wilhelmsburg, heute Hamburg-Wilhelmsburg.

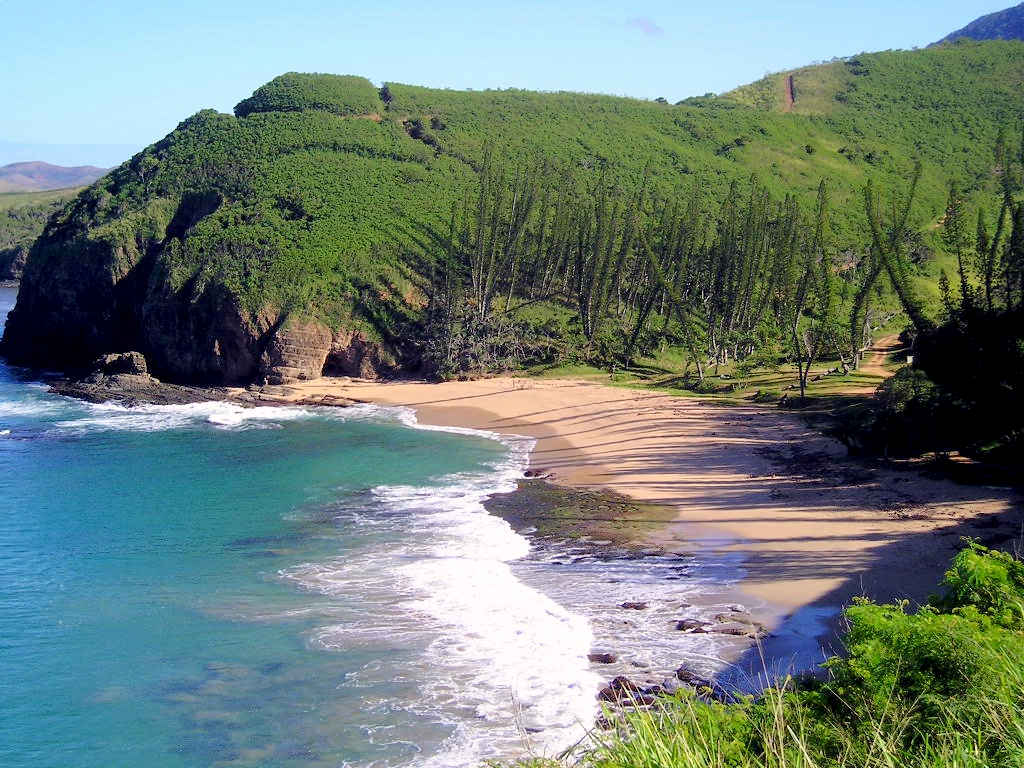
1774: Bucht in Neukaledonien

- 1774: Der englische Weltumsegler James Cook entdeckt auf seiner zweiten Reise eine im Pazifik 1500 km östlich von Australien gelegene Inselgruppe. Er nennt sie nach dem lateinischen Namen für Schottland (Caledonia) Neukaledonien.
- 1781: 44 Siedler gründen den Ort Los Angeles, heute die zweitgrößte Stadt in den USA, unter dem Namen El Pueblo de Nuestra Señora la Reina de los Ángeles del Río de Porciúncula.
- 1796: Im Ersten Koalitionskrieg bezwingt die französische Italien-Armee in der Schlacht bei Rovereto gegnerische österreichische Einheiten.
- 1797: Der Staatsstreich des 18. Fructidor V während der Französischen Revolution beschert Frankreich eine radikale republikanische Regierung und ein neuerliches Klima von Terror. Das Direktorium wird in der Folge durch ein von Paul de Barras dominiertes Triumvirat kontrolliert.
- 1800: Die französische Garnison in Valletta kapituliert vor den Briten. Malta wird damit zur britischen Kolonie.
- 1839: Im chinesisch-britischen Handelskonflikt kommt es zu Kämpfen in Kowloon; es sind die ersten Schüsse des „Opiumkrieges“.
- 1862: Während des Amerikanischen Bürgerkrieges überschreitet General Lee mit seiner Army of Northern Virginia den Potomac River, um Maryland und Pennsylvania anzugreifen.

1865: Joaquim António de Aguiar

- 1865: Joaquim António de Aguiar wird Premierminister der konstitutionellen Monarchie in Portugal.
- 1870: In Paris rufen Léon Gambetta und Jules Favre nach der Niederlage im Deutsch-Französischen Krieg die Dritte Republik aus.
- 1886: Unterwerfung der Indianer Nordamerikas: Geronimo, Kriegshäuptling der Chiricahua, stellt sich mit den letzten ihm verbliebenen Kriegern den Amerikanern unter General Nelson Appleton Miles.
- 1888: Der Süden der Insel Papua-Neuguinea wird als Kolonie mit dem Namen Britisch-Neuguinea von Großbritannien annektiert.

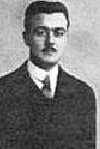
1911: João Pinheiro Chagas

- 1911: João Pinheiro Chagas wird erster verfassungsmäßiger Regierungschef der neuerrichteten Republik in Portugal.
- 1912: Die osmanische Regierung nimmt die Forderungen revoltierender Albaner nach weitgehender Autonomie an; die Ereignisse überschlagen sich wegen der kurz darauf ausbrechenden Balkankriege bis zur albanischen Unabhängigkeitserklärung am 28. November.
- 1916: Erster Weltkrieg in Ostafrika: Britische Truppen besetzen Daressalam, den Sitz der deutschen Kolonialverwaltung von Deutsch-Ostafrika.
- 1939: Im Deutschen Reich wird für Frauen zwischen 18 und 25 die halbjährige Reichsarbeitsdienstpflicht eingeführt.
- 1940: Nach Gebietsverlusten auf Grund des Zweiten Wiener Schiedsspruches ernennt König Carol II. Ion Antonescu zum Premierminister Rumäniens mit diktatorischen Vollmachten.
- 1941: Vor Island beschießen sich der eigentlich neutrale US-Zerstörer USS Greer und das deutsche U-Boot U 652; der „Greer-Zwischenfall“ führt zum Befehl Präsident Franklin D. Roosevelts deutsche U-Boote bei Kontakt sofort zu bekämpfen („shoot on sight order“).
- 1946: Bei den Präsidentschaftswahlen in Chile erringt Gabriel González Videla die relative Mehrheit von 40,1 % der Stimmen.

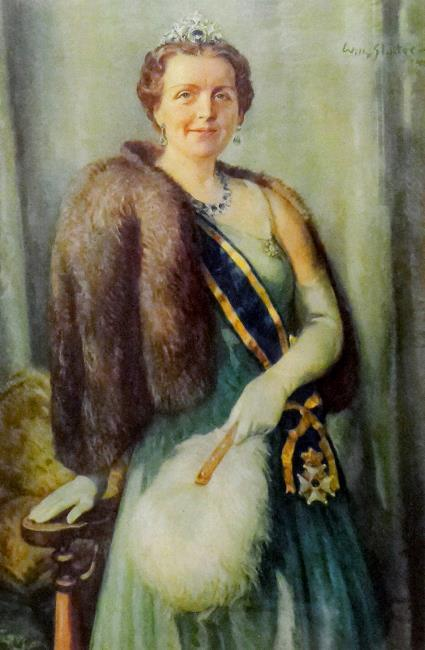
1948: Juliana

- 1948: Juliana Herzogin von Mecklenburg-Schwerin übernimmt die Amtsgeschäfte und wird faktisch Königin der Niederlande. Ihre Inthronisation findet zwei Tage später statt.
- 1948: In Chile wird das umstrittene Gesetz zur Verteidigung der Demokratie (Ley de Defensa de la Democracia) beschlossen, mit dem die Kommunistische Partei verboten wird. Viele Parteimitglieder werden in das Konzentrationslager Pisagua deportiert.
- 1968: Bei einem Militärputsch in der Republik Kongo wird Staatspräsident Alphonse Massemba-Débat abgesetzt. Ministerpräsident Pascal Lissouba bleibt hingegen im Amt.
- 1970: Bei den Präsidentschaftswahlen in Chile erhält der Kandidat der Unidad Popular, Salvador Allende, die meisten Stimmen, dicht gefolgt von Ex-Präsident Jorge Alessandri.
- 1973: Die in einem Zusatzprotokoll zum Grundlagenvertrag vereinbarte deutsch-deutsche Grenzkommission beginnt mit Grenzmarkierungen an der innerdeutschen Grenze bei Lübeck ihre Tätigkeit.
- 1974: Die USA nehmen diplomatische Beziehungen zur DDR auf.
- 1975: Osttimoresen kapern ein australisches Militärflugzeug, um von Baucau auf Timor nach Darwin zu fliehen.
- 1981: Die Friedens- und Menschenrechtsorganisation Peace Brigades International wird gegründet.

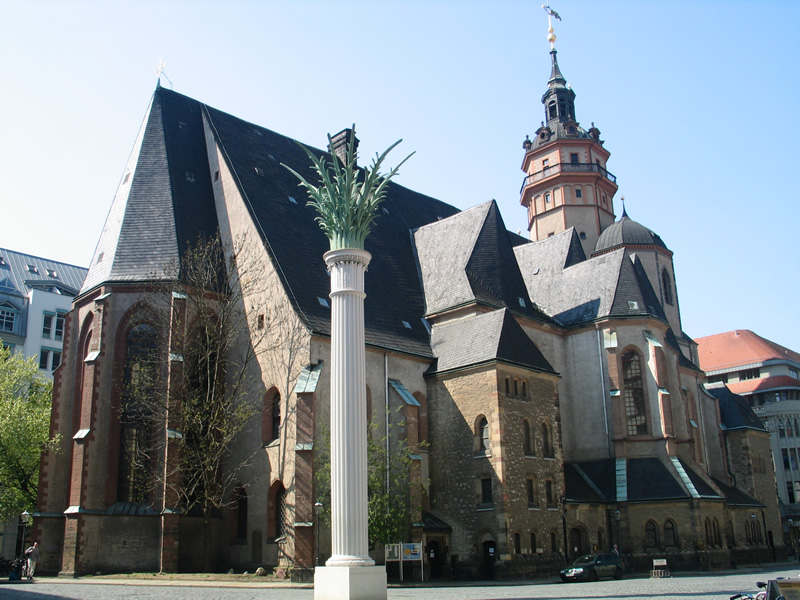
1989: Denkmal vor der Nikolaikirche Leipzig

- 1989: Bei der ersten Montagsdemonstration in Leipzig fordern ca. 1200 Teilnehmer Reise-, Presse- und Versammlungsfreiheit. Die Demonstrationen werden in den folgenden Wochen die wichtigste der Protestveranstaltungen, die zur Wende in der DDR führen.
- 1991: Der Präsident der Sowjetunion, Michail Gorbatschow, erkennt die Unabhängigkeit der drei baltischen Staaten Estland, Lettland und Litauen an.
- 1992: Auf einer nationalen Versammlung in New Orleans wird die U.S. Taxpayers Party gegründet, die sich 1999 in Constitution Party umnennt.
- 1999: Wenige Stunden nach Bekanntgabe des positiv verlaufenden Unabhängigkeitsreferendums in Osttimor startet das indonesische Militär mit der Operation Donner als Strafaktion gegen die Bevölkerung.
- 1999: In Buinaksk, Dagestan, werden 64 Menschen bei der Explosion einer Autobombe vor einem Wohnhaus getötet.
- 2002: Die Bush-Doktrin wird der Öffentlichkeit vorgestellt, nach der sich die USA Präventivschläge gegen Staaten vorbehalten, von denen die Gefahr ausgeht, dass Terroristen in Besitz von Massenvernichtungswaffen gelangen könnten.
- 2002: Die EU fordert die USA auf, einen Angriff gegen den Irak nur mit Zustimmung der UNO durchzuführen.
- 2009: Beim Luftangriff bei Kundus werden bis zu 142 Menschen, darunter viele Zivilisten, getötet und weitere verletzt.

### Wirtschaft

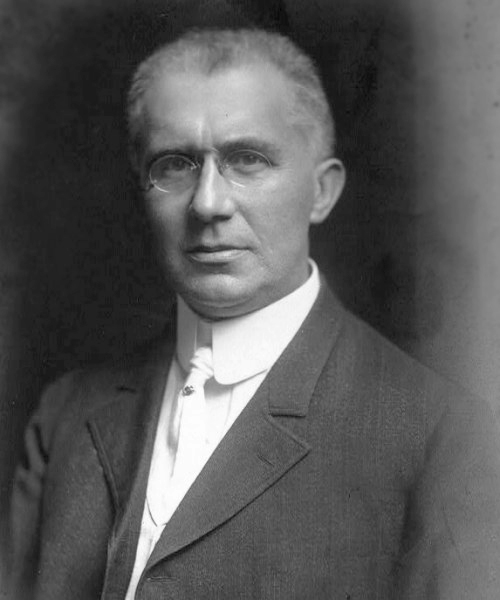
1883: Emil Berliner

- 1883: Der Erfinder Emil Berliner erhält in den Vereinigten Staaten ein Patent auf eine Art der Parkettgestaltung.
- 1885: In New York City wird eine Cafeteria als weltweit erstes Selbstbedienungsrestaurant geöffnet.
- 1888: George Eastman lässt die Handelsmarke Kodak registrieren und erhält ein Patent für eine Rollfilm-Kamera, die Kodak Nr. 1.
- 1949: Herta Heuwer erfindet in Berlin die Currywurst mit der Chillup-Sauce.
- 1965: In Deutschland wird von der ARD erstmals die Fernsehziehung der Lottozahlen ausgestrahlt.
- 1998: Gründung des US-amerikanischen Internet-Unternehmens Google, Inc.

### Wissenschaft und Technik

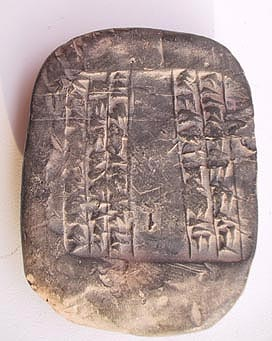
1802: Entzifferung der Keilschrift

- 1802: Der deutsche Philologe Georg Friedrich Grotefend präsentiert in Göttingen der Öffentlichkeit seine ersten Schritte zur Entzifferung der Keilschrift.
- 1837: Samuel Morse führt erstmals seinen Schreibtelegrafen praktisch vor.
- 1843: Der englische Entdecker James Clark Ross kehrt von einer Expedition in die Antarktis zurück.
- 1882: Thomas Alva Edison eröffnet das erste Zentralkraftwerk für Elektrizität der USA in der New Yorker Pearl Street.
- 1923: Das erste US-amerikanische Starrluftschiff und gleichzeitig erste mit dem Traggas Helium gefüllte Luftschiff, die USS Shenandoah, hat seine Jungfernfahrt.
- 1929: Die 35-tägige Weltfahrt des deutschen Luftschiffs LZ 127 Graf Zeppelin endet in Friedrichshafen. Etwa 40.000 Menschen finden sich ein, um die Rückkehr mitzuerleben.
- 1936: Beryl Markham startet in London in einer Percival Vega Gull zu ihrem Nonstop-Alleinflug über den Atlantik, dem ersten in Ost-West-Richtung.
- 1960: Ein neu bestellter 50 kW-Rundfunksender geht in Moosbrunn bei Wien in Betrieb, wobei auch eine neue Rundstrahl-Reusenantenne zum Einsatz kommt.
- 1964: Das britische Königspaar gibt feierlich die Forth Road Bridge über den Firth of Forth für den Verkehr frei, zum Zeitpunkt der Eröffnung die längste Hängebrücke in Europa.
- 1999: Die neue Langwellen-Sendeanlage des polnischen Rundfunks in Solec Kujawski wird eingeweiht. Diese Anlage ersetzt das zeitweise höchste Bauwerk der Erde, die Sendeanlage in Konstantynów, die bei Renovierungsarbeiten 1991 eingestürzt ist.

### Kultur
- 1708: Die Uraufführung der Oper Amor tra nemici von Attilio Ariosti findet in Berlin statt.
- 1813: In der Kladde von Kanzler Hans Carl Leopold von der Gabelentz, die die Spielabrechnungen einer Gruppe Altenburger Honoratioren enthält, taucht zum ersten Mal der Begriff „Scat“ auf. Dies gilt als das Geburtsdatum des Skatspiels.
- 1852: Die Uraufführung der Oper Wenn ich König wär’ (König für einen Tag) von Adolphe Adam findet am Théâtre-Lyrique in Paris statt.

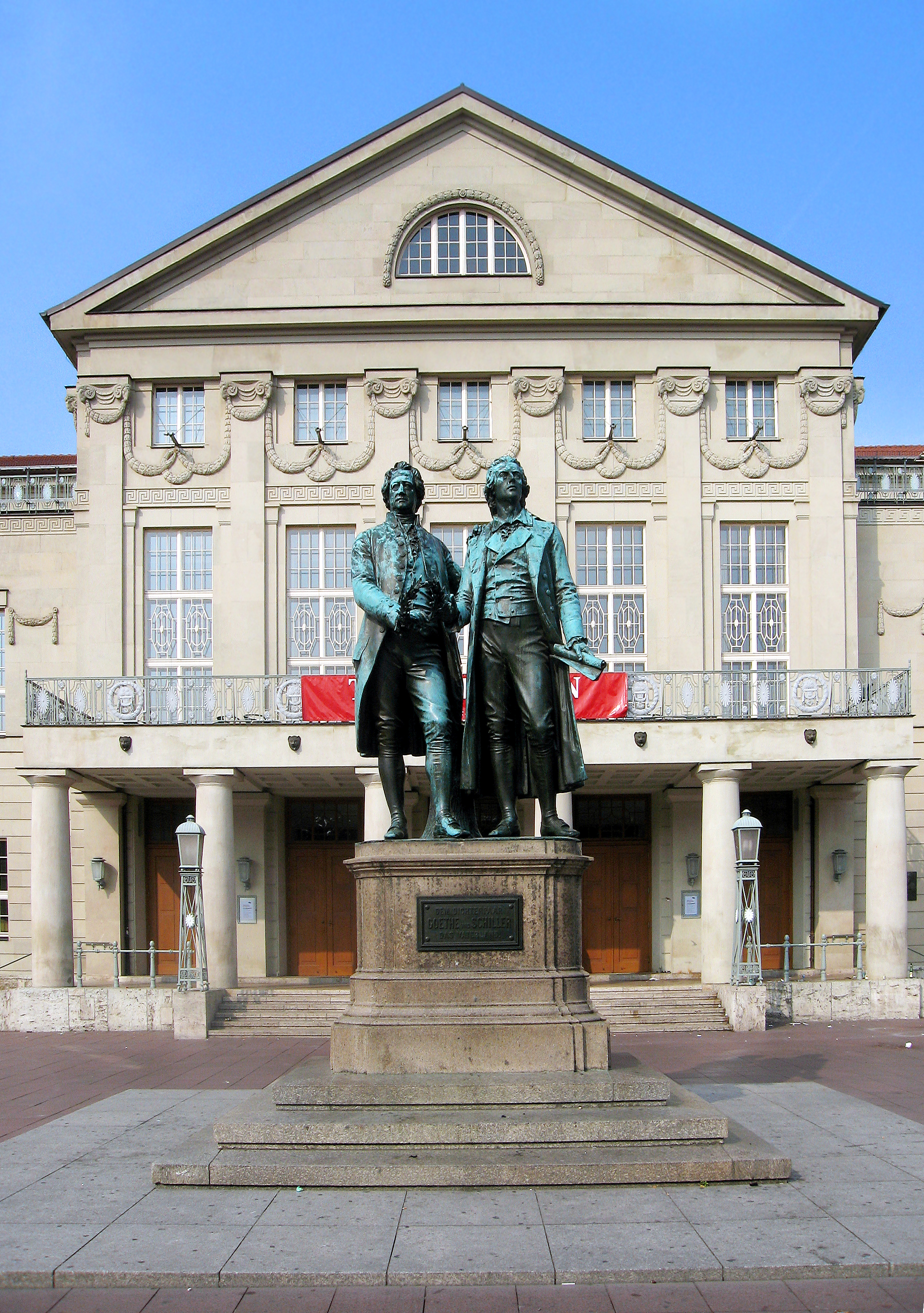
1857: Goethe- und Schiller-Denkmal

- 1857: Ernst Rietschels Goethe-Schiller-Denkmal wird in Weimar enthüllt.
- 1952: Ernest Hemingways Roman Der alte Mann und das Meer erscheint in den USA.
- 1959: In Stuttgart findet die Uraufführung des deutsch-dänischen Edgar-Wallace-Films Der Frosch mit der Maske statt. Der Film löst in Deutschland eine Welle von Kriminalfilmen aus, die bis in die 1970er-Jahre anhält.
- 1961: In der Bundesrepublik Deutschland wird erstmals ein Fernseh-Vormittagsprogramm gesendet, das allerdings fast 20 Jahre lang exklusiv über die westdeutschen Grenzsender für die Bewohner der DDR ausgestrahlt wird.
- 1965: Der Kurzfilm Film nach einem Drehbuch von Samuel Beckett mit dem Hauptdarsteller Buster Keaton hat bei den Filmfestspielen in Venedig Premiere. Der Schwarzweißfilm ohne Dialoge und Begleitmusik erhält gemischte Kritiken.

### Religion
- 1261: Der am 29. August gewählte Urban IV. wird in Viterbo als Papst inthronisiert.
- 1483: Papst Sixtus IV. publiziert die päpstliche Bulle Grave nimis. Die Bulle erklärt unmissverständlich die Freiheit Mariens von der Erbsünde im Augenblick ihrer Empfängnis.

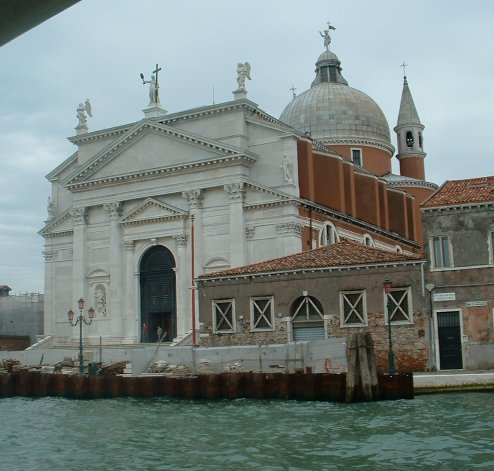
1576: Il Redentore

- 1576: Für den Fall, dass Venedig von der grassierenden Pest erlöst werde, gelobt der Senat den Bau eines Gotteshauses zu Ehren des Erlösers. Da die Seuche kurze Zeit danach tatsächlich verschwindet, wird im Folgejahr mit dem Bau der Kirche Il Redentore begonnen.
- 1842: Beim Dombaufest zu Köln erfolgt die Grundsteinlegung für den Weiterbau des Kölner Doms.
- 1943: Der Metropolit Sergius wird mit der Zustimmung Stalins zum Moskauer Patriarchen gewählt. Er soll die Gläubigen für den Krieg gegen die Deutschen mobilisieren.

### Katastrophen
- 1618: Im unteren Bergell ereignet sich ein Bergsturz am Berg Conto, welcher den Ort Piuro (Plurs) größtenteils und das Dorf Chilano (Schilan) ganz unter Felstrümmern begräbt. Etwa 2.430 Menschen werden dabei getötet.
- 1890: Ein Großbrand verursacht schwere Schäden in der griechischen Stadt Thessaloniki. Das europäische Viertel brennt vollständig nieder. 20.000 Menschen werden obdachlos.
- 1971: Während eines Schneesturms auf dem Flughafen Juneau in Alaska prallt eine Boeing 727 der Alaska Airlines bei der Instrumentenlandung gegen einen Berg, alle 109 Menschen an Bord sterben.

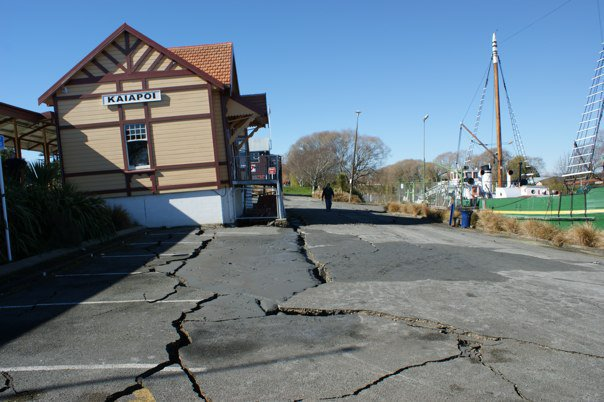
2010: Bahnstation Kaiapoi nach dem Erdbeben

- 2010: Das Darfield-Erdbeben auf der Südinsel Neuseelands richtet besonders in der Stadt Christchurch schwere Schäden an und gilt als das bis dahin teuerste Erdbeben in der Geschichte des Landes.

Kleinere Unglücksfälle sind in den Unterartikeln von Katastrophe und in der Liste von Katastrophen aufgeführt.

### Sport
- 1860: Der FC Hallam, nach dem FC Sheffield der älteste Fußballklub der Welt, wird gegründet.
- 1867: Der Fußballclub Sheffield Wednesday wird gegründet.
- 1923: Der Fußballverein SC Hakoah Wien besiegt die englische Mannschaft West Ham United in dessen Heimstadion Upton Park mit 0:5, eine bisher einmalige Niederlage einer Mannschaft aus dem „Mutterland des Fußballs“. Alexander Neufeld gelingen bei dem Spiel drei Treffer.
- 1938: Das Internationale Olympische Komitee entscheidet sich nach der einseitigen Absage Tokios bei den Olympischen Spielen 1940 für St. Moritz (Schweiz) und Helsinki (Finnland).

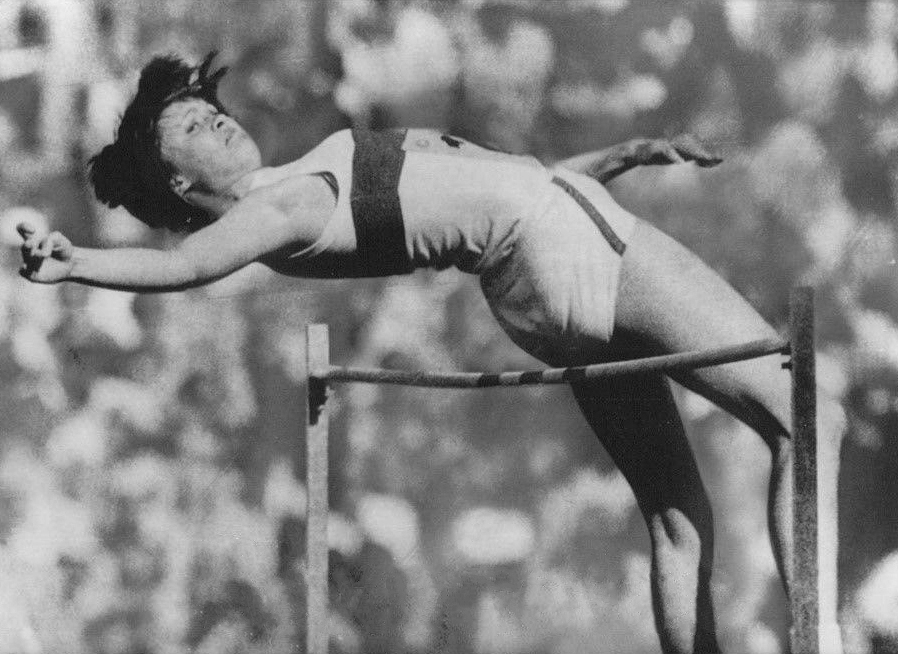
1972: Ulrike Meyfarth

- 1972: Die sechzehnjährige Ulrike Meyfarth wird während der Olympischen Spiele in München Olympiasiegerin im Hochsprung.
- 1972: Der US-Amerikaner Mark Spitz gewinnt bei den Schwimmwettbewerben der XX. Olympischen Sommerspiele in München seine siebte Goldmedaille und ist damit der erste Olympionike mit sieben Siegen.

Einträge von Leichtathletik-Weltrekorden befinden sich unter der jeweiligen Disziplin unter Leichtathletik.

## Geboren

### Vor dem 18. Jahrhundert

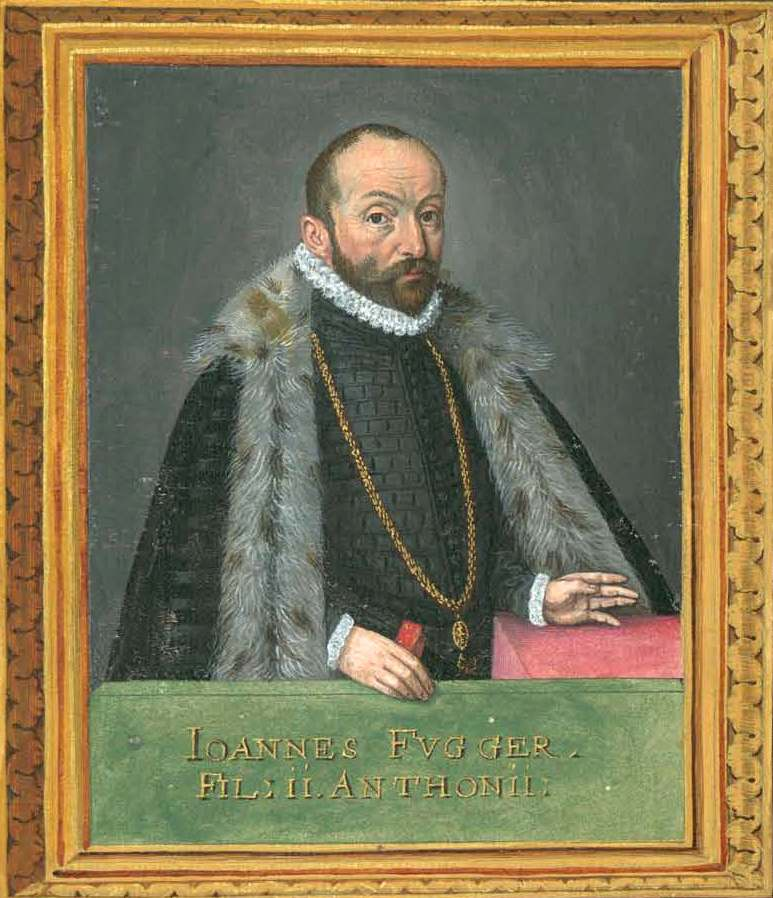
Hans Fugger (* 1531)

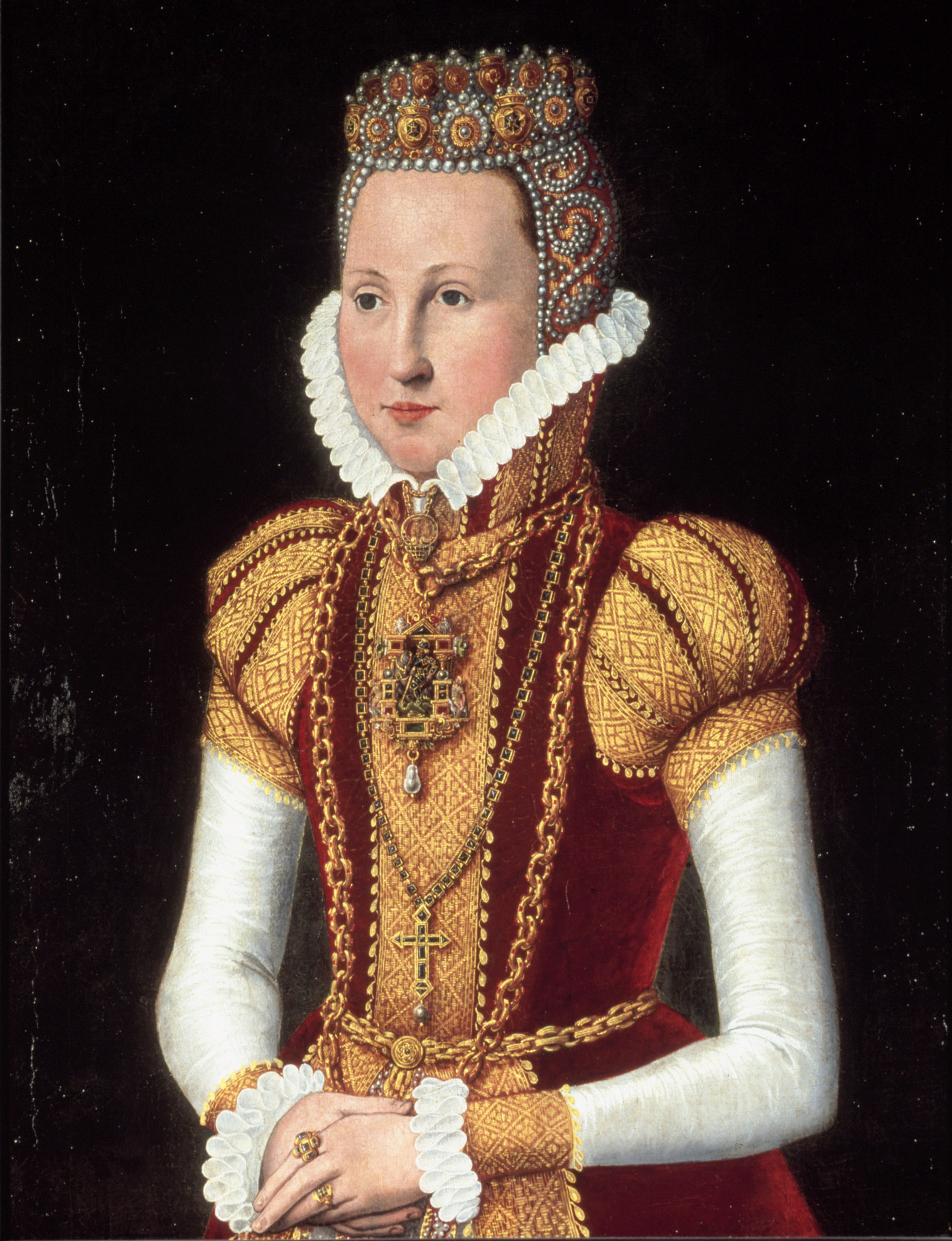
Sophie von Mecklenburg (* 1557)

- 0973: al-Bīrūnī, persischer Gelehrter und Astronom
- 1241: Alexander III., der Glorreiche, König von Schottland
- 1286: John Mowbray, 2. Baron Mowbray, englischer Adeliger und Rebell
- 1383: Amadeus VIII., letzter katholischer Gegenpapst
- 1426: Wolfgang III. Kämmerer von Worms, Hofmarschall
- 1455: Henry Stafford, 2. Duke of Buckingham, Herzog von Buckingham
- 1504: Johann IV., Fürst von Anhalt-Zerbst
- 1531: Hans Fugger, deutscher Unternehmer, Kaufmann der Fugger und Mäzen
- 1543: Johann Lange, sächsischer Orgelbauer
- 1557: Sophie von Mecklenburg, Königin in Dänemark und Norwegen
- 1560: Karl I., Pfalzgraf und Herzog von Pfalz-Zweibrücken-Birkenfeld
- 1563: Wanli, Kaiser von China aus der Ming-Dynastie
- 1596: Constantijn Huygens, niederländischer Dichter
- 1610: Giovanni Andrea Sirani, italienischer Maler
- 1611: Georg III., Herzog von Brieg
- 1620: Ernst Gottlieb, Fürst von Anhalt-Plötzkau
- 1626: Hermann Nottelmann, deutscher Pädagoge
- 1629: Lorenzo Pasinelli, italienischer Maler
- 1633: Polykarp von Kuenburg, Bischof von Gurk
- 1644: Paulus II. Baumann, Abt des Zisterzienserklosters in Ebrach
- 1644: Juan Cabanilles, spanischer Barockkomponist (Taufdatum)
- 1645: Johann Jakob Buxtorf, Schweizer reformierter Theologe und Orientalist

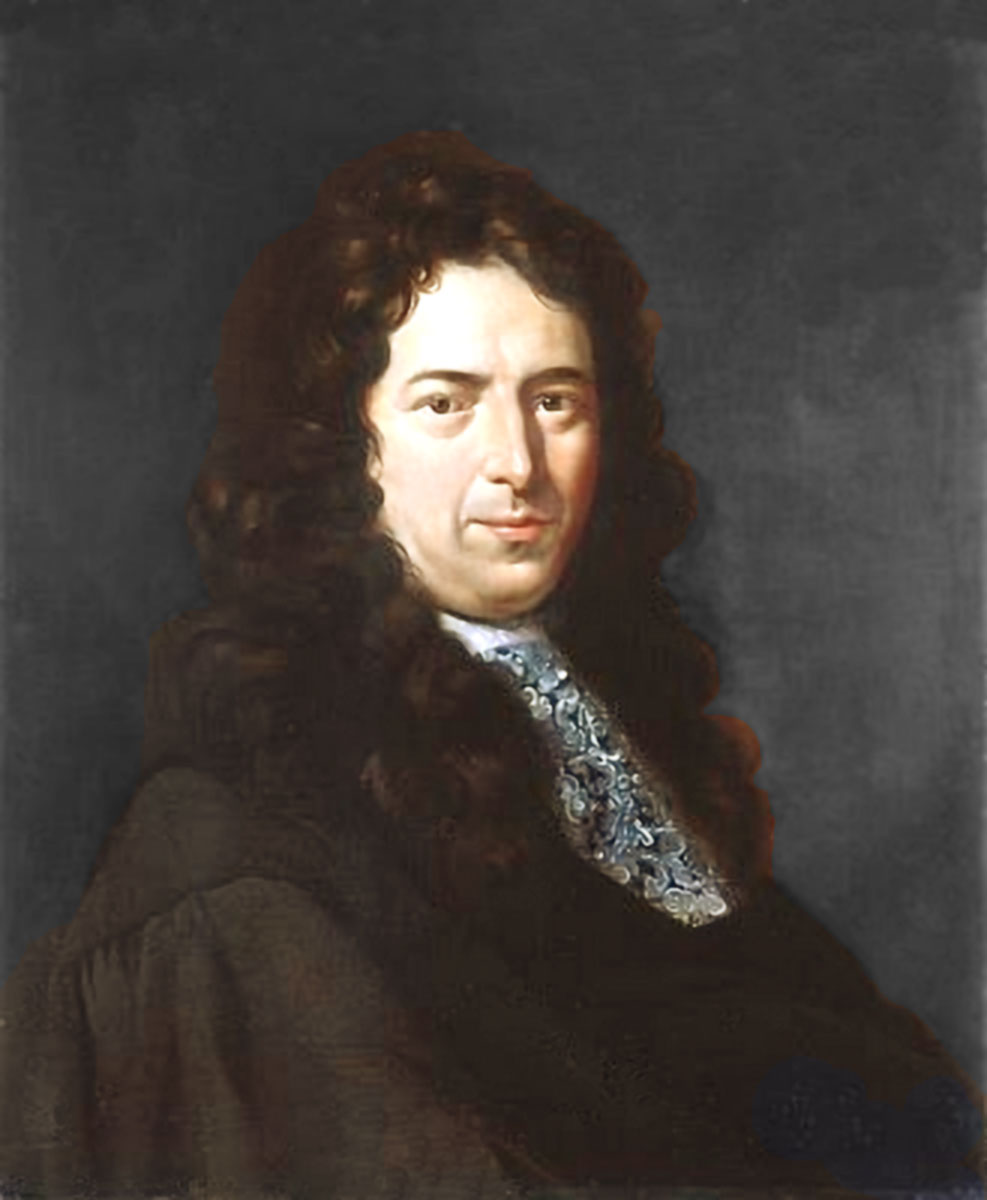
Gerhard Noodt (* 1647)

- 1647: Gerhard Noodt, niederländischer Jurist
- 1652: Jean Orry, französischer Ökonom, der in Spanien die Staatsverwaltung reformierte
- 1657: Martin Knorre, deutscher Mathematiker
- 1666: Anna Maria Ehrenstrahl, schwedische Malerin
- 1675: Christian Gottlieb Schwarz, deutscher Philologe und Hochschullehrer
- 1677: Johann Andreas Hommel, deutscher Maler
- 1685: Johann Adolf II., letzter Herzog von Sachsen-Weißenfels
- 1687: Isaak Faesch, Schweizer Kaufmann, Sklavenhändler, Offizier in fremden Diensten sowie Gouverneur der niederländischen Kolonien St. Eustatius und Curaçao

### 18. Jahrhundert
- 1711: Alexandre Guy Pingré, französischer Astronom
- 1719: Johann Conrad Seekatz, deutscher Maler
- 1721: Wilhelm Paul Verpoorten, deutscher Pädagoge und Theologe

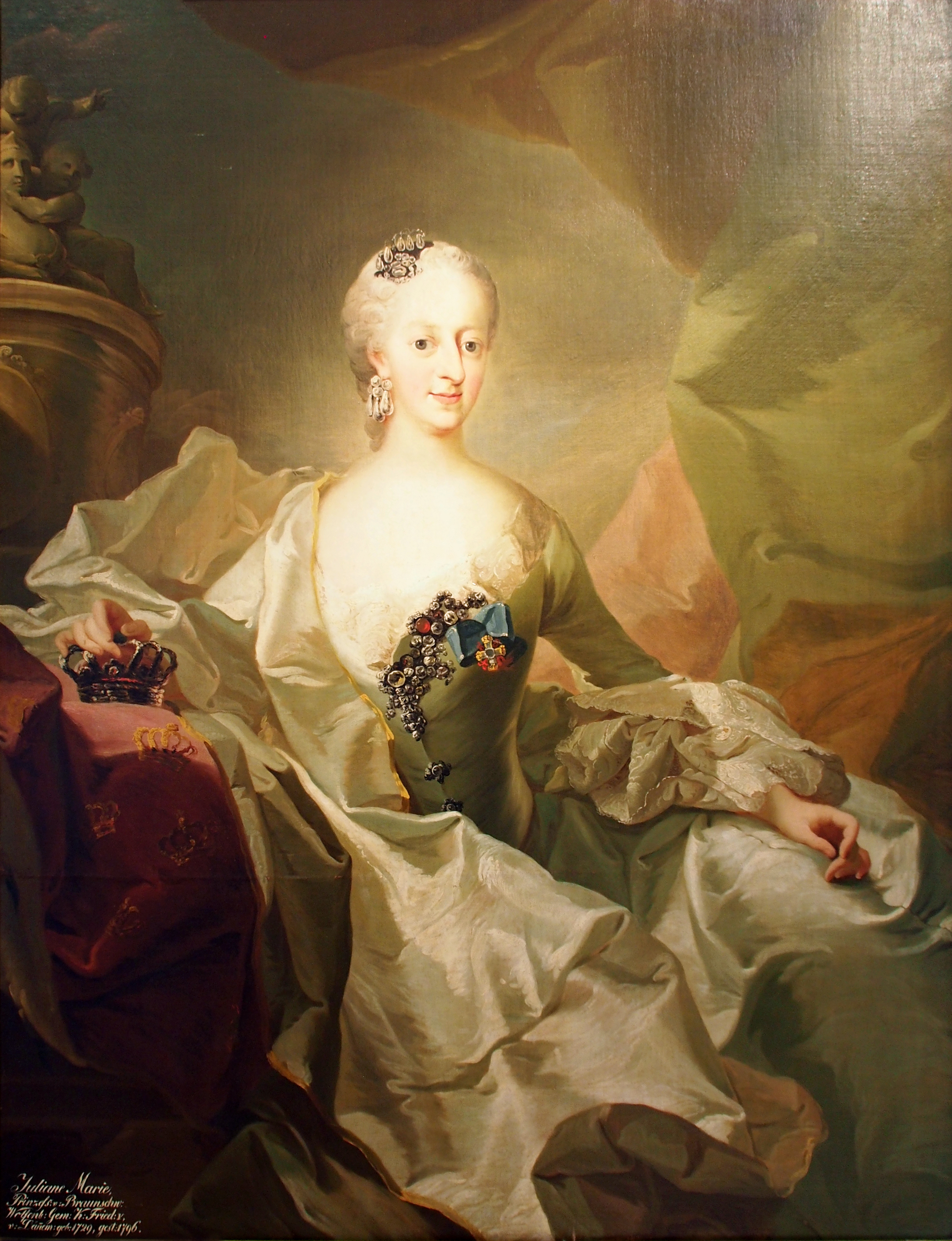
Juliane von Braunschweig-Wolfenbüttel (* 1729)

- 1729: Juliane von Braunschweig-Wolfenbüttel, Königin von Dänemark und Norwegen
- 1729: Louis Ferdinand de Bourbon, dauphin de Viennois, Dauphin von Frankreich
- 1731: Johann Gabriel Arnauld de la Perière, preußischer Generalmajor
- 1732: Joseph Anton Pozzi, Schweizer Stuckateur
- 1739: Blaise Duval, französischer General
- 1741: Friedrich August Wilhelm Wenck, deutscher Historiker
- 1742: Clemens Lipper, deutscher Geistlicher und Architekt
- 1744: Étienne Malmy, französischer Trappist und Geistlicher, Gründer des Klosters Aiguebellt
- 1755: Hans Axel von Fersen, schwedischer Staatsmann, Favorit der französischen Königin Marie-Antoinette, Reichsmarschall
- 1756: Christen Pram, norwegischer Autor
- 1757: Christophine Reinwald, Schwester von Friedrich Schiller
- 1767: José Gregorio Argomedo, chilenischer Anwalt und Politiker, Präsident des Obersten Gerichtshofes

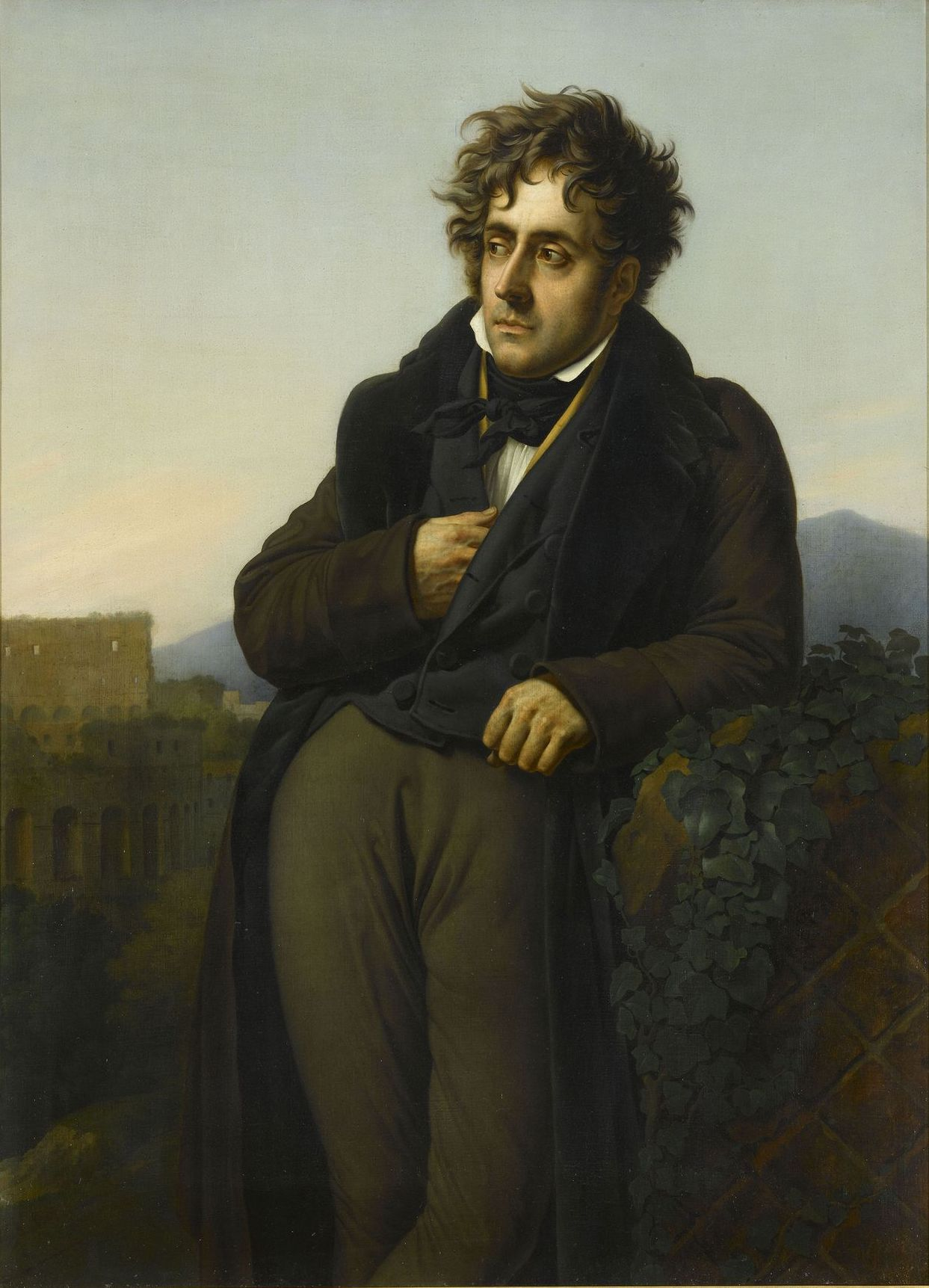
François-René de Chateaubriand (* 1768)

- 1768: François-René de Chateaubriand, französischer Schriftsteller, Politiker und Diplomat, Minister, Begründer der literarischen Romantik in Frankreich
- 1772: Charles-Ferdinand Morel, Schweizer Pfarrer und Politiker
- 1774: Johann Friedrich Fuchs, deutscher Mediziner
- 1778: Ludwig Karl Alexander von Alvensleben, preußischer Offizier
- 1779: Ernst von Bernuth, deutscher Jurist, Oberlandesgerichtsrat
- 1783: Frederic Tudor, US-amerikanischer Geschäftsmann, Gründer der Tudor Ice Company
- 1784: Friedrich Jäger von Jaxtthal, österreichischer Augenarzt
- 1786: Jehu Jones, US-amerikanischer Pastor
- 1787: Ninomiya Sontoku, japanischer Agrarreformer
- 1790: Joseph Anton von Maffei, deutscher Industrieller, Eisenbahnfabrikant
- 1792: Heinrich Carl Esmarch, deutscher Jurist, Mitglied der Frankfurter Nationalversammlung

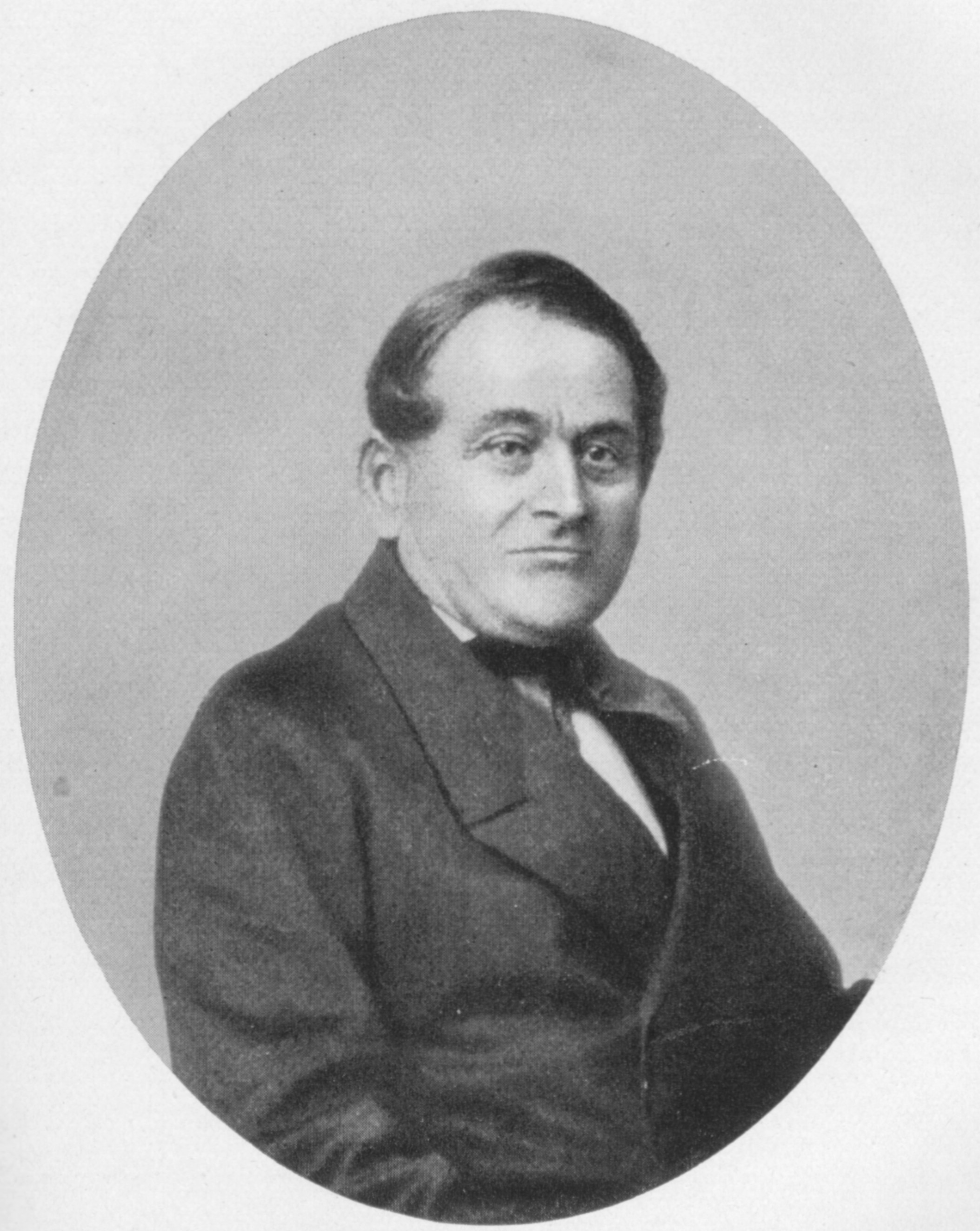
Friedrich von Alberti (* 1795)

- 1795: Friedrich von Alberti, deutscher Geologe
- 1796: Eberhard Herwarth von Bittenfeld, preußischer Generalfeldmarschall
- 1796: Peter Fendi, österreichischer Zeichner und Kupferstecher
- 1796: Karl Follen, deutscher Burschenschafter und Schriftsteller
- 1798: Hippolyte Dussard, französischer Wirtschaftswissenschaftler
- 1800: Pauline von Württemberg, Königin von Württemberg

### 19. Jahrhundert

#### 1801–1850
- 1802: Marcus Whitman, US-amerikanischer Arzt und Missionar
- 1803: Emil Devrient, deutscher Schauspieler
- 1803: Sarah Polk, US-amerikanische First Lady
- 1805: William E. Dodge, US-amerikanischer Geschäftsmann

Ludwig Lindenschmit (* 1809)

- 1809: Ludwig Lindenschmit der Ältere, deutscher Prähistoriker, Zeichenlehrer, Lithograph und Maler
- 1809: Luigi Federico Menabrea, italienischer Wissenschaftler, General und Politiker
- 1809: Manuel Montt, Staatspräsident von Chile
- 1809: Juliusz Słowacki, polnischer Dichter
- 1810: Carl Alexander Spatz, deutscher Jurist und Politiker
- 1811: Ludwig Müller-Uri, deutscher Glasmacher, Kunstaugenbläser und Pionier der deutschen Augenprothetik
- 1812: Franz Kuchenbuch, deutscher Jurist und Maler
- 1815: Mihály Mosonyi, ungarischer Komponist
- 1815: Johannes Roth, deutscher Zoologe und Forschungsreisender
- 1816: François Bazin, französischer Komponist
- 1818: Dimitar Mutew, Aktivist der Bulgarischen Nationalen Wiedergeburt
- 1819: Adolf Pichler, österreichischer Schriftsteller und Naturwissenschaftler
- 1819: Arthur von Ramberg, österreichischer Kunstmaler und Zeichner
- 1821: Wilhelm Schwartz, deutscher Pädagoge und Schriftsteller

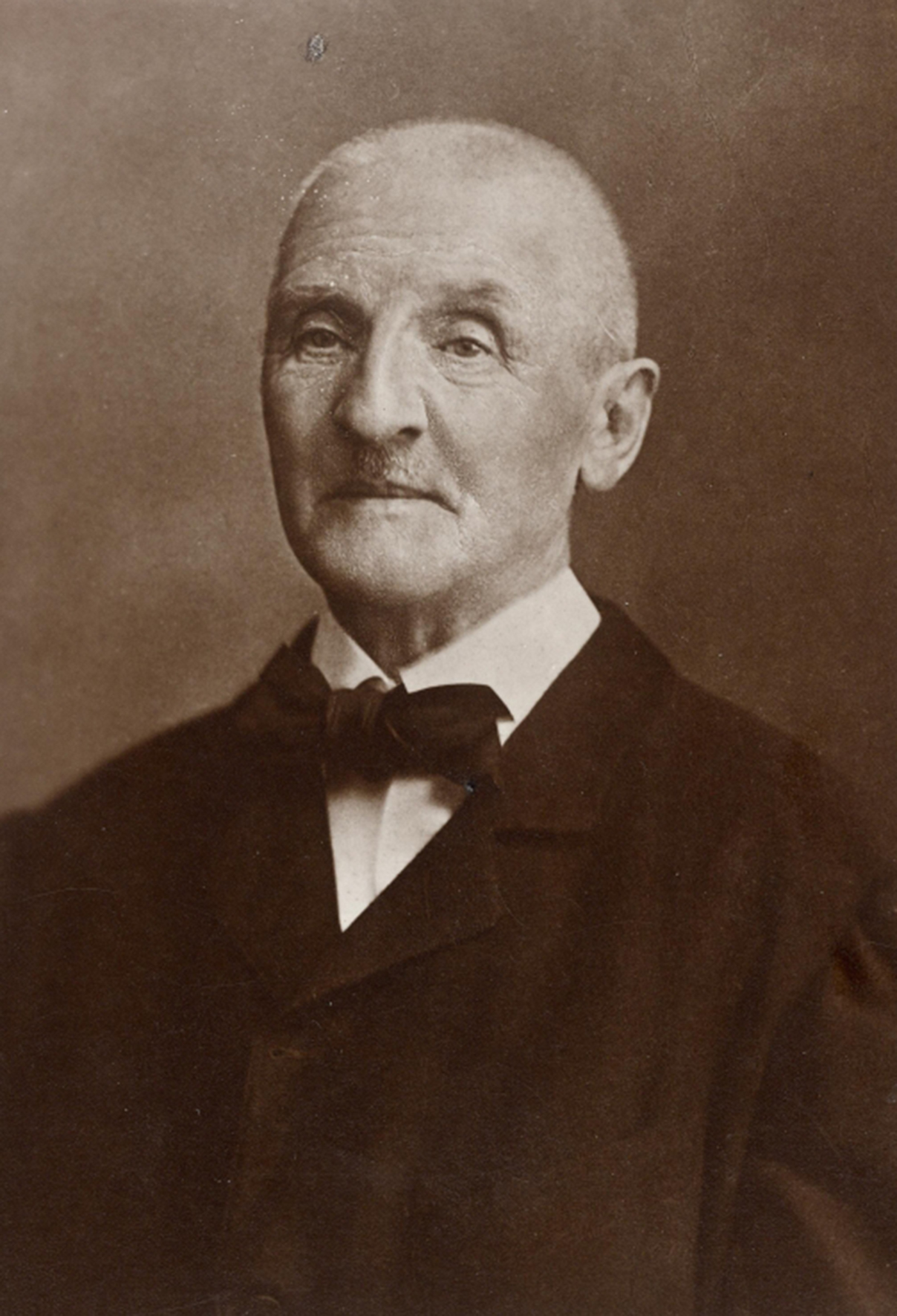
Anton Bruckner (* 1824)

- 1824: Anton Bruckner, österreichischer Komponist
- 1824: Phoebe Cary, US-amerikanische Lyrikerin
- 1825: Dadabhai Naoroji, indischer Freiheitskämpfer
- 1825: Mihailo Obrenović, Fürst von Serbien
- 1832: Antonio Agliardi, vatikanischer Diplomat und Kurienkardinal
- 1833: Peter Schmick, deutscher Ingenieur
- 1835: Leopold Grützmacher, deutscher Cellist und Komponist
- 1840: Wilhelm von Oranien-Nassau, Kronprinz von Oranien-Nassau

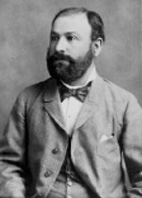
Ján Levoslav Bella (* 1843)

- 1843: Ján Levoslav Bella, slowakischer Komponist
- 1843: James-Alfred Porret, Schweizer evangelischer Geistlicher und Hochschullehrer
- 1844: Hermann Ascher, deutscher Jurist
- 1845: Hermann Wolff, deutscher Konzertveranstalter und Journalist
- 1846: Daniel Burnham, US-amerikanischer Stadtplaner und Architekt
- 1846: Wilhelm Küchler, Oberbürgermeister von Worms und hessischer Finanzminister
- 1848: Heinrich Bruns, deutscher Mathematiker und Astronom

#### 1851–1900

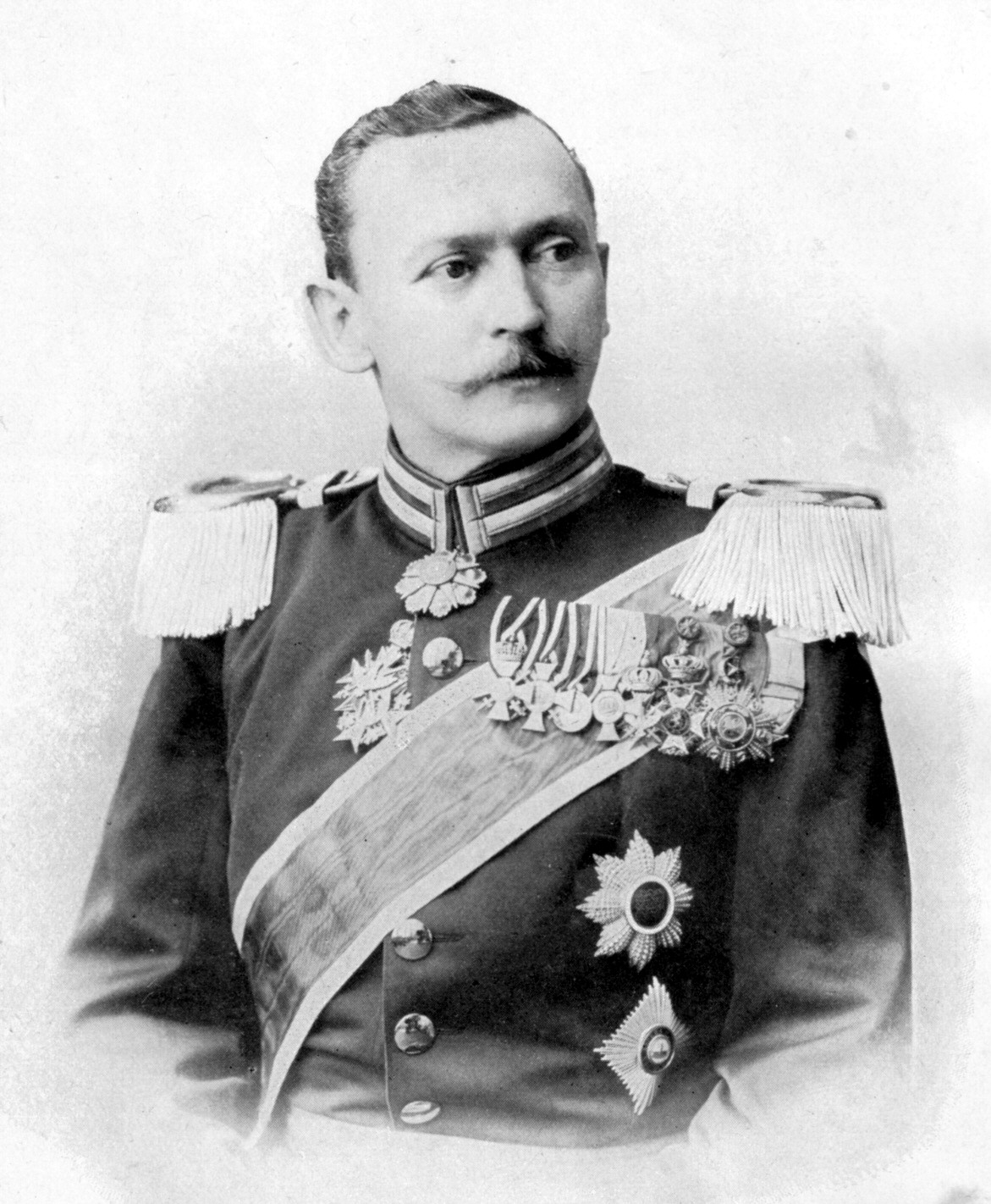
Hermann von Wissmann (* 1853)

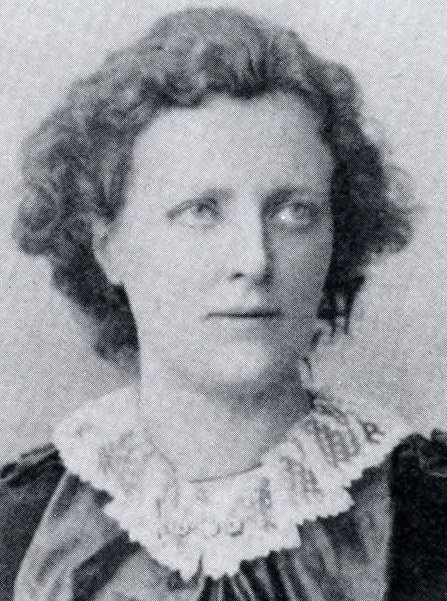
Adelheid Wette (* 1858)

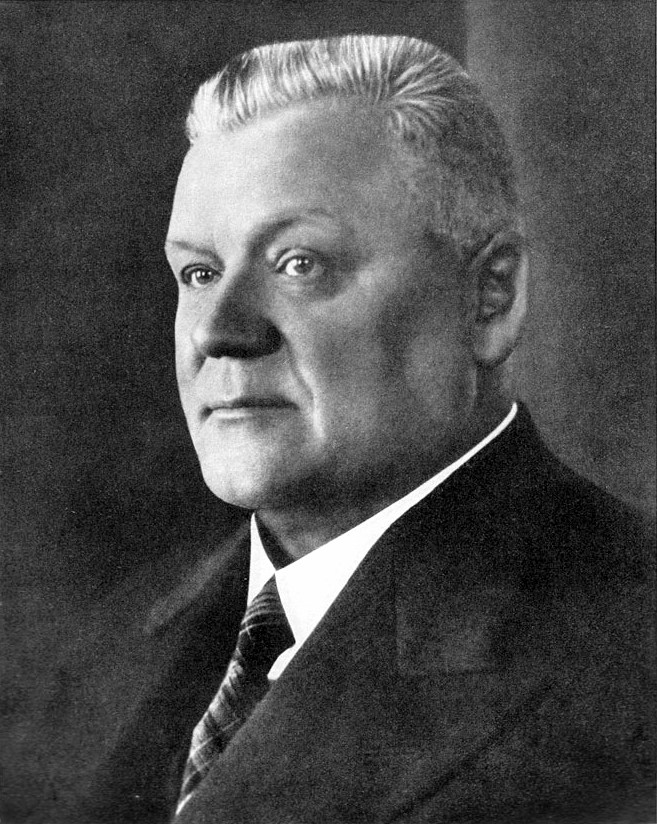
Kārlis Ulmanis (* 1877)

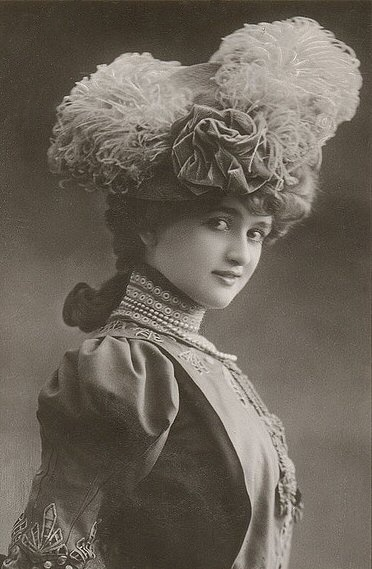
Gaby Deslys (* 1881)

- 1852: Edoardo Mascheroni, italienischer Dirigent und Komponist
- 1852: Eilif Peterssen, norwegischer Maler
- 1853: Hermann von Wissmann, deutscher Afrikaforscher, Offizier und Kolonialbeamter
- 1854: Henri Berguer, Schweizer evangelischer Geistlicher
- 1857: Jules Andrade, französischer Mathematiker, Physiker und Uhrmacher
- 1858: Adelheid Wette, deutsche Schriftstellerin
- 1859: Wilhelm Wetekamp, deutscher Naturschutzpionier und Reformpädagoge
- 1862: Hermann Winnefeld, deutscher Archäologe
- 1863: Alfred Rehder, deutsch-US-amerikanischer Gärtner und Botaniker
- 1866: Ernst Steinmann, deutscher Kunsthistoriker
- 1867: Franz Wilhelm Voigt, deutscher Maler
- 1869: Karl Seitz, österreichischer Politiker, Bundespräsident, Bürgermeister von Wien
- 1869: Johannes Philippus Suijling, niederländischer Rechtswissenschaftler
- 1872: Clara Ratzka, deutsche Schriftstellerin
- 1872: Nils Strindberg, schwedischer Wissenschaftler und Fotograf
- 1873: Emil Böhm, deutscher Maler
- 1874: Jean d’Orléans, duc de Guise, Chef des Hauses Orléans-Bourbon, Thronprätendent
- 1875: Saxton Pope, US-amerikanischer Bogenschütze
- 1875: Jewgeni Jewgenjewitsch Lansere, russischer Maler
- 1876: Ernst Jakob Christoffel, deutscher Pastor, Gründer der Christoffel-Blindenmission
- 1876ː Ilka Grüning, österreichische Schauspielerin
- 1876ː Elsie Dodge Pattee, US-amerikanische Malerin
- 1877: Kārlis Ulmanis, lettischer Politiker
- 1881: Gaby Deslys, französische Revue-Tänzerin, Schauspielerin und Sängerin
- 1881: Engelbert Krebs, deutscher Dogmatiker
- 1881: Lamine Bey, letzter Bey von Tunis
- 1882: Leonhard Frank, deutscher Schriftsteller
- 1883: Karel Candael, belgischer Komponist, Dirigent und Musikpädagoge
- 1884: Georges Pitoëff, französischer Schauspieler, Regisseur und Theaterleiter
- 1885: Antonio Bacci, italienischer katholischer Kardinal
- 1885: Vinçenc Kolë Prennushi, albanischer Theologe, Erzbischof von Durrës
- 1886: Otto Bülte, deutscher Fußballspieler
- 1886: Georg Krogmann, deutscher Fußballspieler
- 1887: Otto Adams, deutscher Politiker und Gewerkschafter, MdR
- 1887: Hermann Zondek, deutscher Arzt

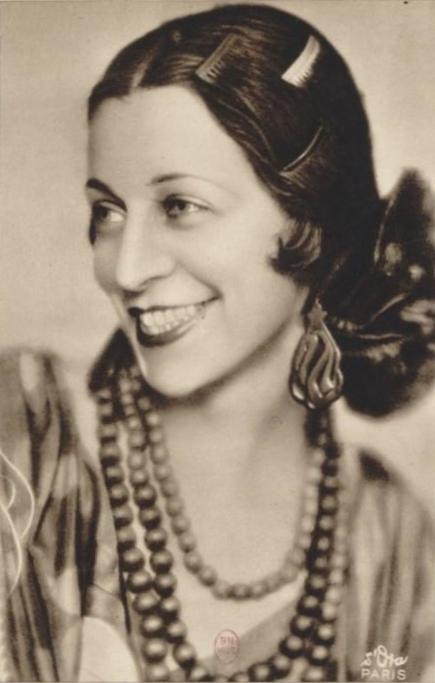
La Argentina (* 1888)

- 1888: La Argentina, spanische Ballett-Tänzerin und Choreografin
- 1888: Oskar Schlemmer, deutscher Maler, Bildhauer und Bühnenbildner
- 1889: Heinrich von Prittwitz und Gaffron, deutscher General
- 1889: Johannes Saß, deutscher Sprachwissenschaftler und Lexikograf
- 1891: Fridolin von Senger und Etterlin, deutscher General
- 1891: Fritz Todt, deutscher Bauingenieur, Reichsminister, Gründer der Organisation Todt
- 1892: Darius Milhaud, französischer Komponist
- 1892: Helmuth Plessner, deutscher Philosoph
- 1892: Franz Sedlacek, österreichischer Fußballspieler und -trainer
- 1893: Franz Honner, österreichischer Politiker
- 1894: Otto Winkelmann, deutscher General der Polizei, SS und Waffen-SS, Beteiligter am Holocaust ungarischer Juden
- 1895: Nigel Bruce, britischer Schauspieler

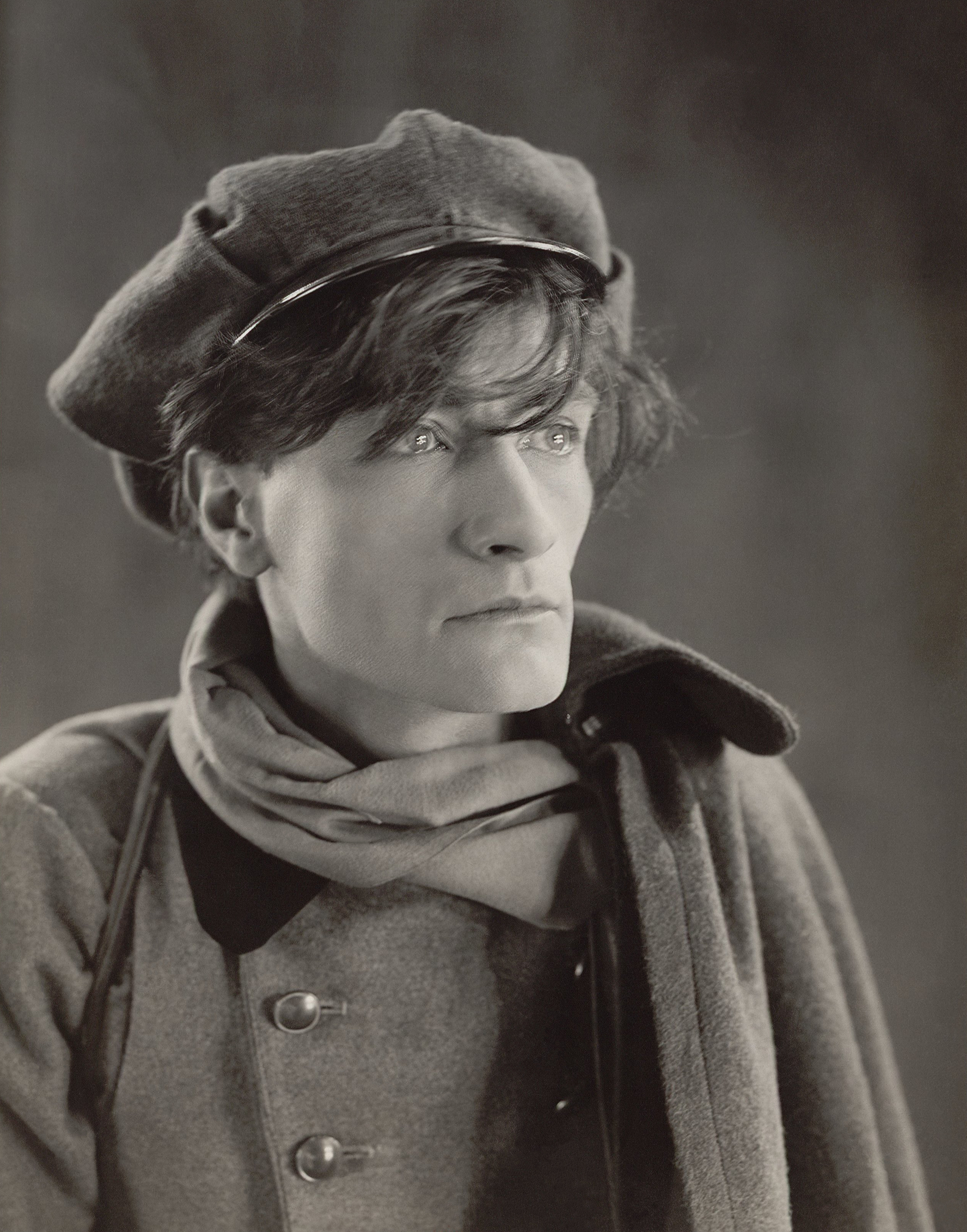
Antonin Artaud (* 1896)

- 1896: Antonin Artaud, französischer Schauspieler, Regisseur, Dichter und Theater-Theoretiker
- 1896: Aspasia Manos, Prinzessin von Griechenland und Dänemark
- 1897: Gus Arnheim, US-amerikanischer Pianist, Komponist, Arrangeur und Bandleader
- 1897: William Urquhart-Dykes, britischer Autorennfahrer und Flieger
- 1898: Rodolfo Moleiro, venezolanischer Lyriker
- 1898: Boris Ottokar Unbegaun, russischer Slawist
- 1899: Edmond Mouche, französischer Autorennfahrer
- 1899: Hildegard Rothe-Ille, deutsche Mathematikerin
- 1900: George Hoyningen-Huene, russisch-amerikanischer Modefotograf
- 1900: Philipp Rupprecht, deutscher Karikaturist und Maler, Hauptzeichner der NS-Wochenzeitung Der Stürmer

### 20. Jahrhundert

#### 1901–1925

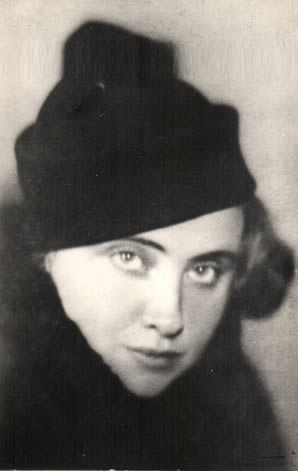
Esther de Cáceres (* 1903)

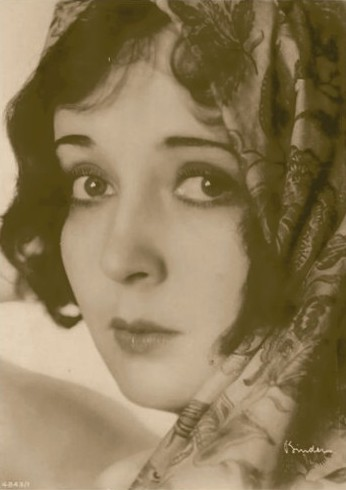
Dita Parlo (* 1908)

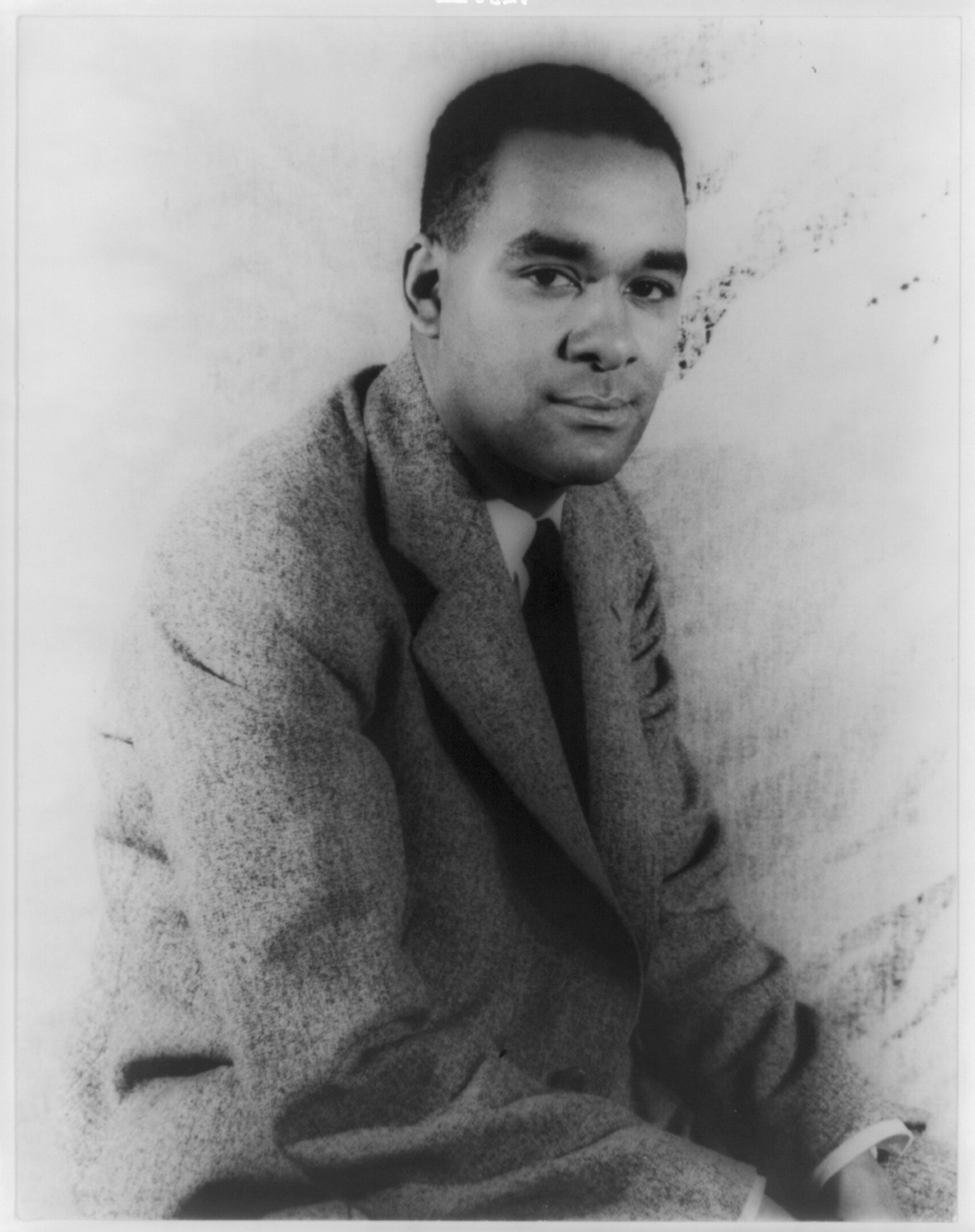
Richard Wright (* 1908)

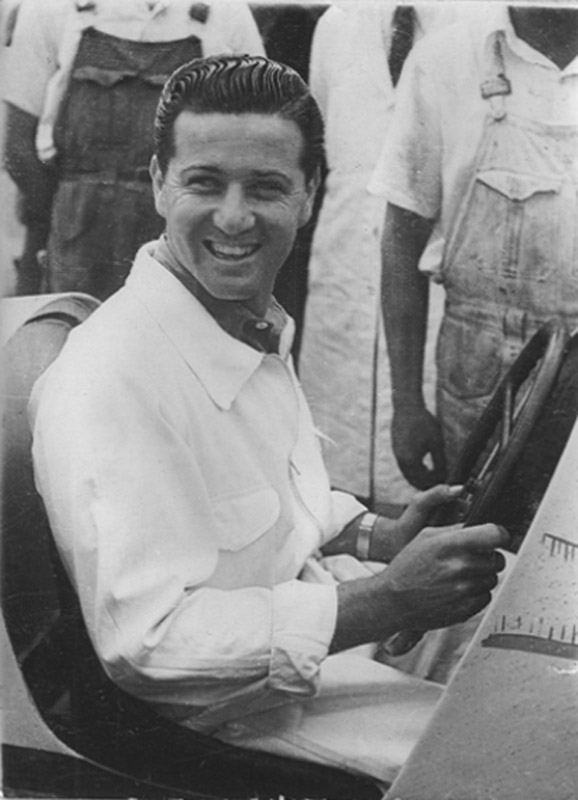
Clemar Bucci (* 1920)

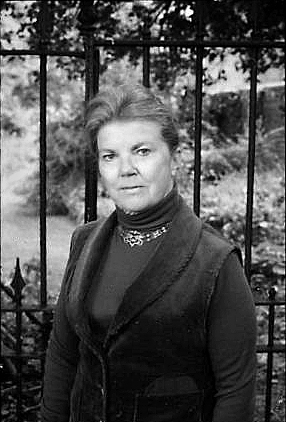
Joan Aiken (* 1924)

- 1901: William Lyons, britischer Unternehmer, Gründer der Automarke Jaguar
- 1901: Ahmet Kutsi Tecer, türkischer Dichter und Politiker
- 1902: Kurt Annecke, deutscher Apotheker
- 1902: Hermann Eidenbenz, Schweizer Graphiker und Briefmarkenkünstler
- 1902: Albert Venohr, deutscher Schauspieler
- 1903: Esther de Cáceres, uruguayische Lyrikerin
- 1904: Gereon Ausserlechner, österreichischer Prämonstratenser und Widerstandskämpfer
- 1904: Sabin Carr, US-amerikanischer Leichtathlet
- 1905: Mary Renault, britische Schriftstellerin
- 1905: Walter Zapp, deutscher Erfinder der Kleinstbildkamera
- 1906: Max Delbrück, deutsch-US-amerikanischer Biophysiker und Genetiker, Nobelpreisträger
- 1906: Alexander Moyzes, slowakischer Komponist
- 1906: Wayne D. Overholser, US-amerikanischer Westernautor
- 1907: Marvin Griffin, US-amerikanischer Politiker
- 1907: Reggie Nalder, österreichischer Filmschauspieler
- 1908: Edward Dmytryk, US-amerikanischer Filmregisseur
- 1908: Dita Parlo, deutsch-französische Filmschauspielerin
- 1908: Richard Wright, US-amerikanischer Schriftsteller
- 1909: Karel Horký, tschechischer Komponist, Fagottist und Hochschullehrer
- 1909: Eugen Keidel, deutscher Politiker, Oberbürgermeister von Freiburg im Breisgau
- 1909: Johannes Willebrands, niederländischer Erzbischof von Utrecht und Kardinal
- 1909: Eduard Wirths, deutscher SS-Standortarzt in Auschwitz
- 1910: Anthony J. Celebrezze, US-amerikanischer Politiker und Jurist
- 1910: Remo Giazotto, italienischer Musikwissenschaftler
- 1913: Kenzō Tange, japanischer Architekt
- 1913: Olga Wiedecke, deutsche Malerin
- 1914: Rudolf Leiding, deutscher Manager
- 1915: Harry Larsen, dänischer Ruderer
- 1915: Enrico Anselmi, italienischer Autorennfahrer
- 1915: Rudolf Schock, deutscher lyrischer Tenor, Opern-, Lied- und Operettensänger
- 1917: Geoff Love, britischer Bandleader, Komponist, Arrangeur und Posaunist
- 1917: Hilary Mason, britische Schauspielerin
- 1918: Bill Talbert, US-amerikanischer Tennisspieler
- 1918: Gerald Wilson, US-amerikanischer Jazzmusiker
- 1919: Sante Geminiani, italienischer Motorradrennfahrer
- 1919: Gualtiero Jacopetti, italienischer Regisseur von Dokumentarfilmen
- 1919: Howard Morris, US-amerikanischer Komiker
- 1920: Clemar Bucci, argentinischer Automobilrennfahrer
- 1920: George Little, kanadischer Musikpädagoge, Chordirigent und Organist
- 1921: Ariel Ramírez, argentinischer Komponist
- 1921: Herbert Weicker, deutscher Schauspieler und Synchronsprecher
- 1922: Rosalio José Castillo Lara, venezolanischer Ordensgeistlicher, Kurienkardinal
- 1922: Walther Reyer, österreichischer Burgschauspieler
- 1924: Joan Aiken, britische Schriftstellerin
- 1924: Helmut Schlesinger, deutscher Volkswirt, Präsident der deutschen Bundesbank
- 1925: Leo Apostel, belgischer Philosoph

#### 1926–1950

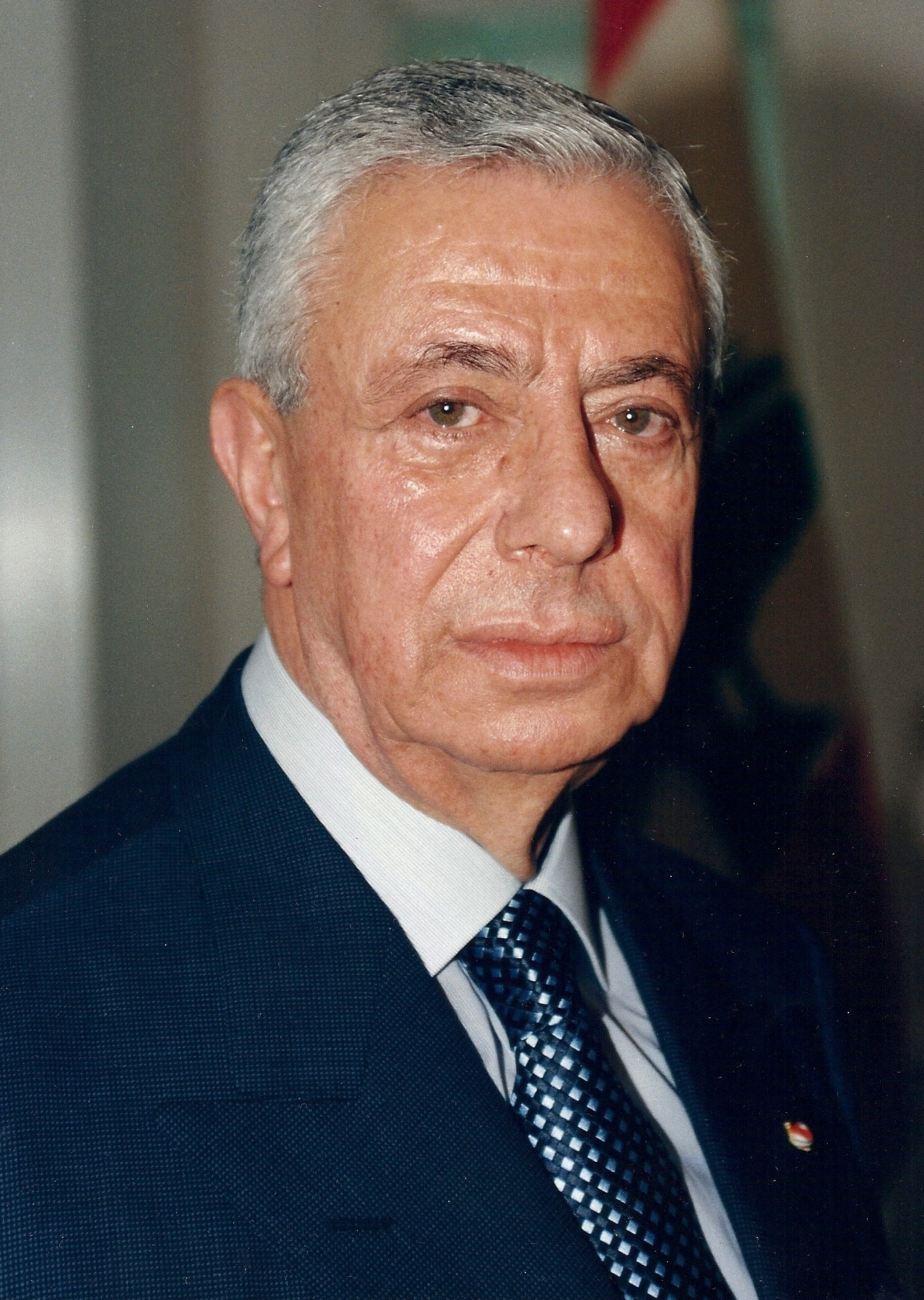
Élias Hrawi (* 1926)

- 1926: Élias Hrawi, libanesischer Politiker, Staatspräsident
- 1926: Ivan Illich, österreichischer Sozialreformer
- 1926: Helmut Ringelmann, deutscher Filmproduzent
- 1926: Natela Swanidse, georgische Komponistin
- 1927: John McCarthy, US-amerikanischer Informatiker, Erfinder der Programmiersprache Lisp
- 1927: Ulrich Finckh, deutscher evangelischer Pfarrer
- 1927: Richard Reich, Schweizer Journalist und Politiker
- 1928: Dominique Colonna, französischer Fußballspieler
- 1928: Jo Jastram, deutscher Bildhauer
- 1928: Hans-Jürgen Treder, deutscher theoretischer Physiker und Astrophysiker
- 1929: Karl Markus Michel, deutscher Schriftsteller
- 1929: Hans-Jürgen Steinmann, deutscher Schriftsteller
- 1930: Günter Döding, deutscher Gewerkschafter
- 1930: Edgar Wisniewski, deutscher Architekt
- 1931: Mitzi Gaynor, US-amerikanische Schauspielerin
- 1931: Rupert Hollaus, österreichischer Motorradrennfahrer

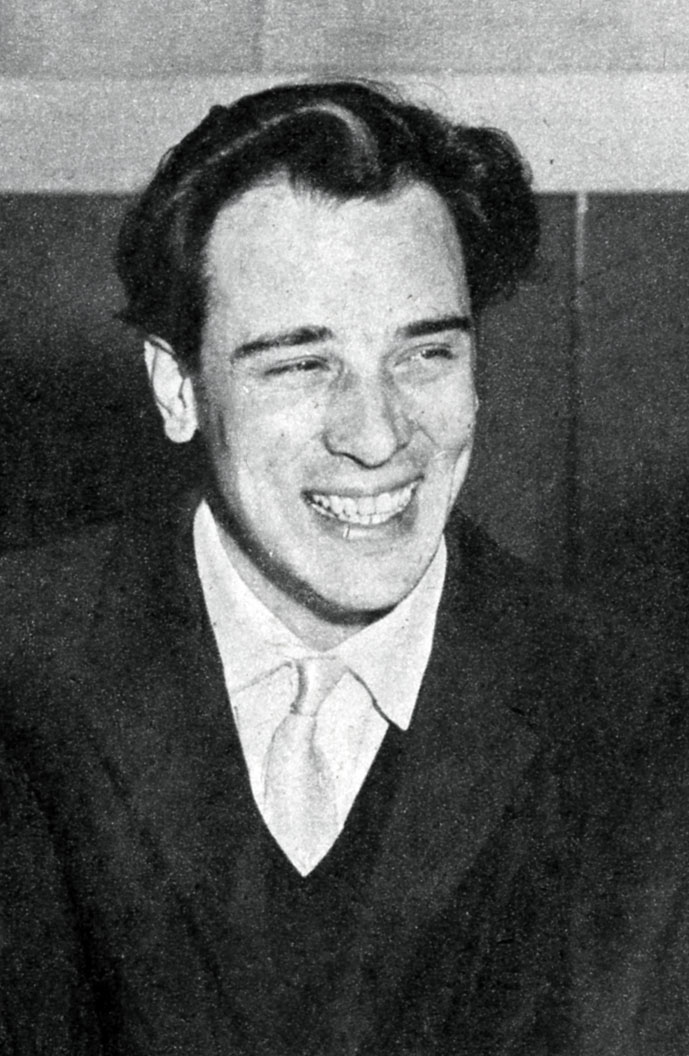
Riz Ortolani (* 1931)

- 1931: Riz Ortolani, italienischer Filmkomponist
- 1933: Horst Hirschler, deutscher lutherischer Theologe, Bischof und Abt
- 1934: Guy-Claude Burger, Schweizer Musiker und Physiker
- 1934: Eduard Anatoljewitsch Chil, russischer Estrada-Sänger
- 1934: Jan Švankmajer, tschechischer surrealistischer Künstler
- 1935: Walther Kauer, Schweizer Schriftsteller
- 1935: Adolf Müller, deutscher Verwaltungsjurist und Kommunalpolitiker
- 1936: Judea Pearl, amerikanischer Informatiker
- 1937: Garnet Brooks, kanadischer Sänger und Gesangspädagoge

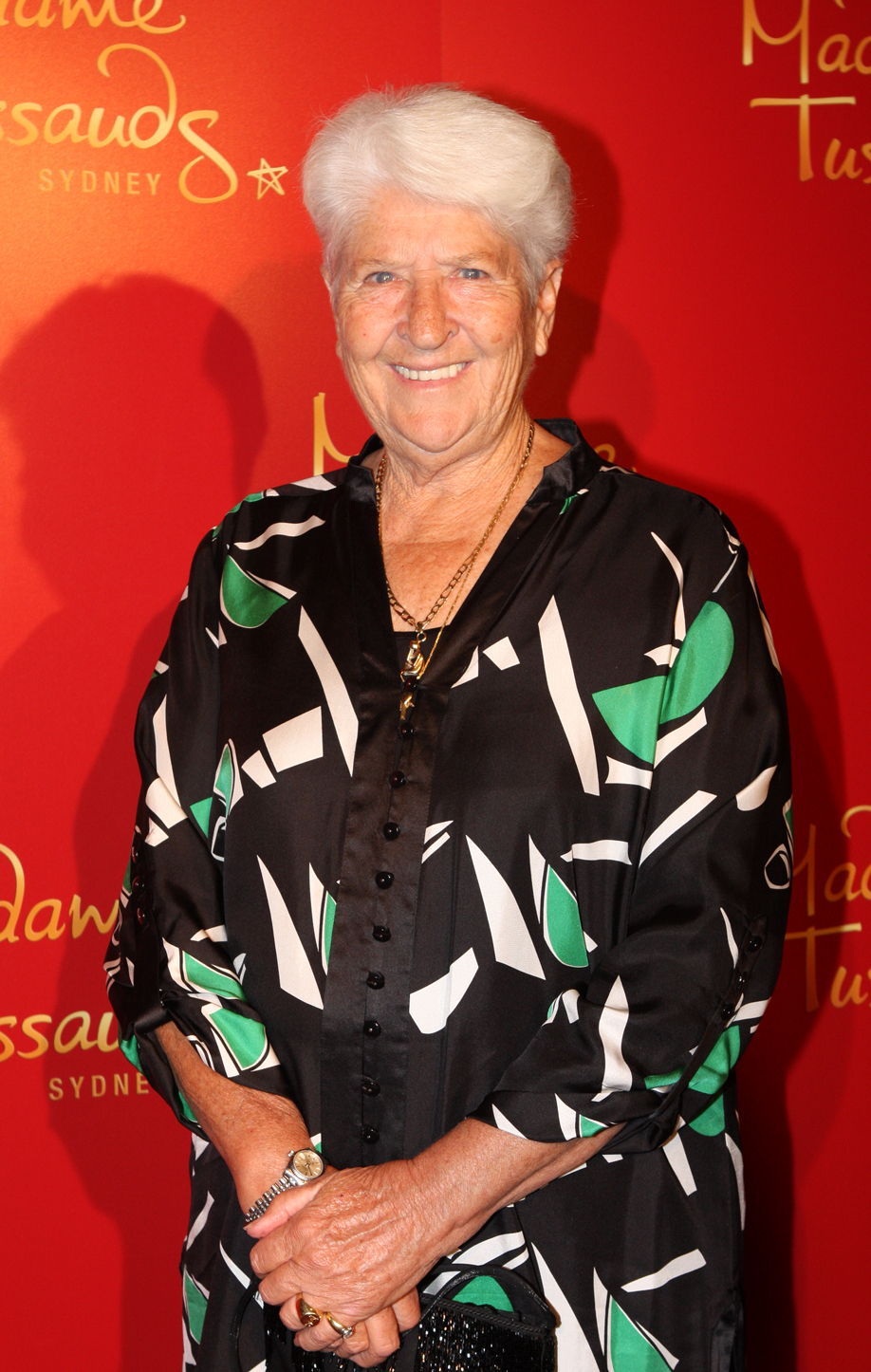
Dawn Fraser (* 1937)

- 1937: Dawn Fraser, australische Schwimmerin, Olympiasiegerin
- 1938: Michel Rateau, französischer Komponist
- 1938: Rolf Wüthrich, Schweizer Fußballspieler
- 1939: Mario Casoni, italienischer Unternehmer und Autorennfahrer
- 1939: Erwin Teufel, deutscher Politiker, MdL, Ministerpräsident von Baden-Württemberg
- 1940: Mona Kelly, kanadische Sängerin
- 1940: Wilfried Kindermann, deutscher Leichtathlet
- 1941: Felipe Pirela, venezolanischer Sänger
- 1941: Aleksandar Schalamanow, bulgarischer Fußballspieler und Skirennläufer
- 1942: Brian Cherney, kanadischer Komponist
- 1942: Raymond Floyd, US-amerikanischer Profigolfer
- 1943: Ahmet Emin Çakır, türkisch-deutscher Ergonom und Autor
- 1943: William Phillips, australischer Wasserballspieler
- 1943: Hans Peter Rohr, Schweizer Skirennläufer
- 1944: Anthony Atkinson, britischer Ökonom
- 1944: Gene Parsons, US-amerikanischer Country-Musiker
- 1945: Philippe Rousselot, französischer Kameramann
- 1945: Afërdita Tusha, albanische Sportschützin
- 1946: Heiner Bartling, deutscher Politiker, Innenminister von Niedersachsen
- 1946: David Liebman, US-amerikanischer Tenor- und Sopransaxophonist

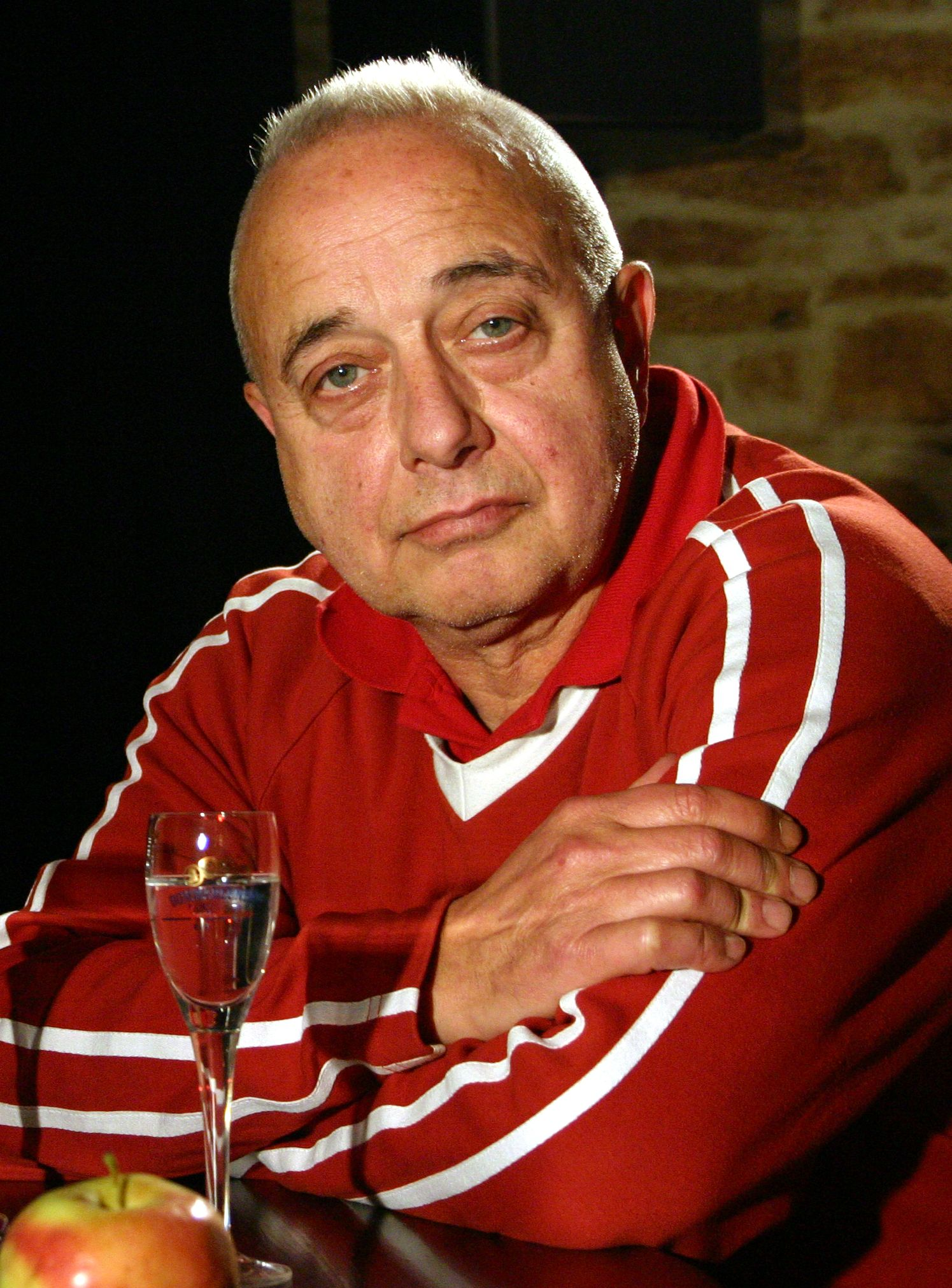
Peter Behrens (* 1947)

- 1947: Peter Behrens, deutscher Musiker
- 1947: Danièle Dubroux, französische Regisseurin, Schauspielerin und Drehbuchautorin
- 1947: Dieter Köster, deutscher Film- und Fernsehregisseur
- 1948: Antonio Gasperi, italienischer Komponist und Musikpädagoge
- 1948: Hans Koch, Schweizer Holzbläser
- 1949: Tom Watson, US-amerikanischer Profigolfer

#### 1951–1975

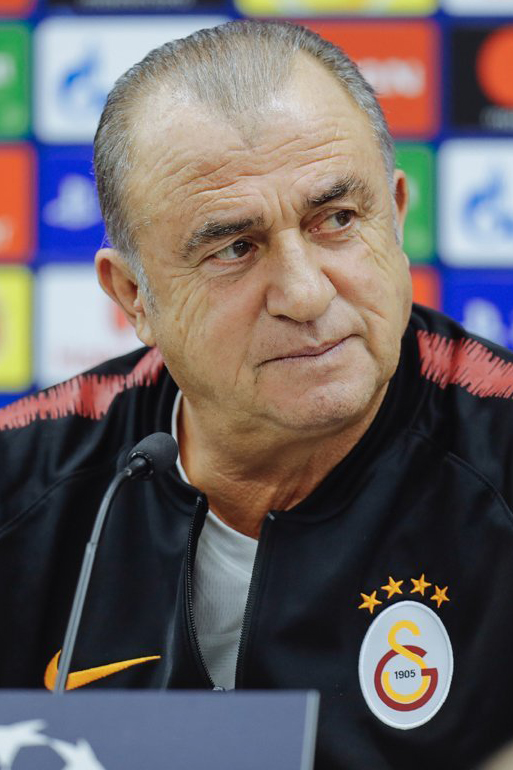
Fatih Terim (* 1953)

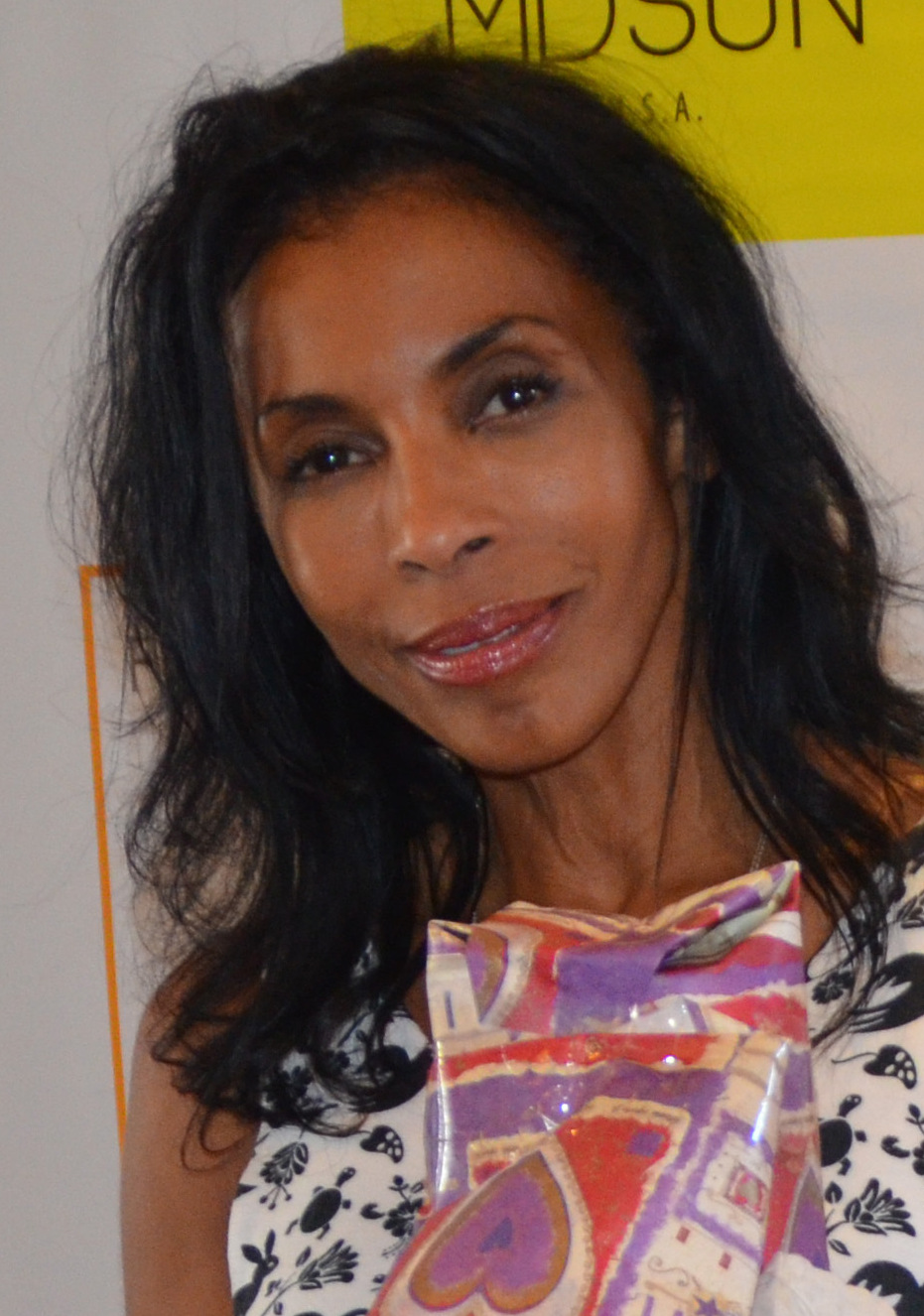
Khandi Alexander (* 1957)

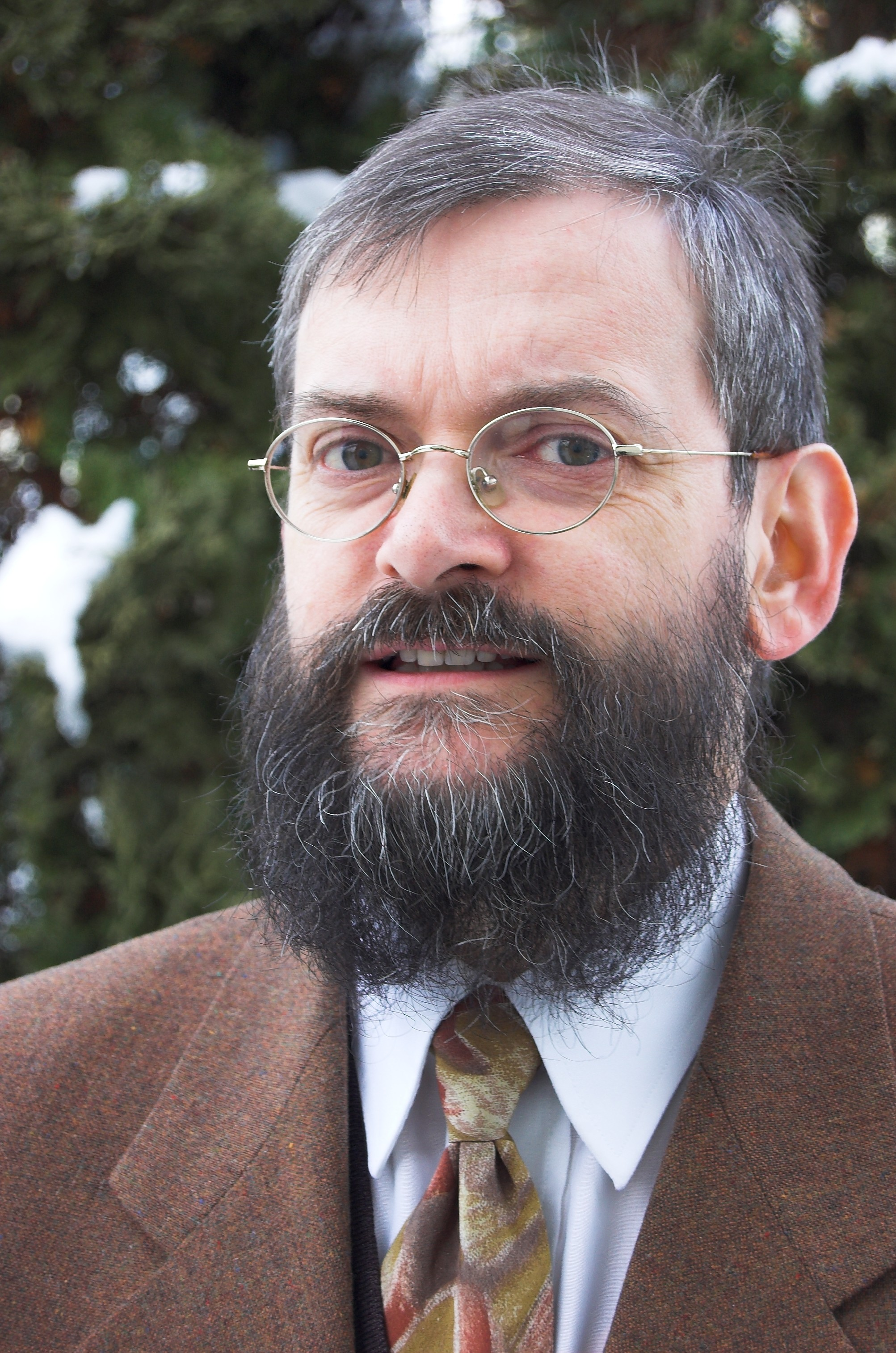
Roger Liebi (* 1958)

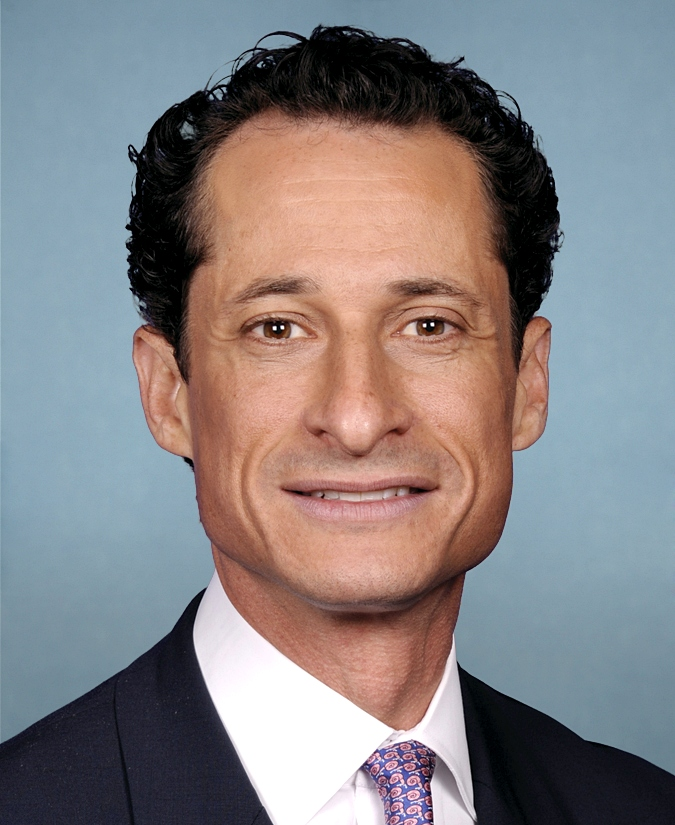
Anthony Weiner (* 1964)

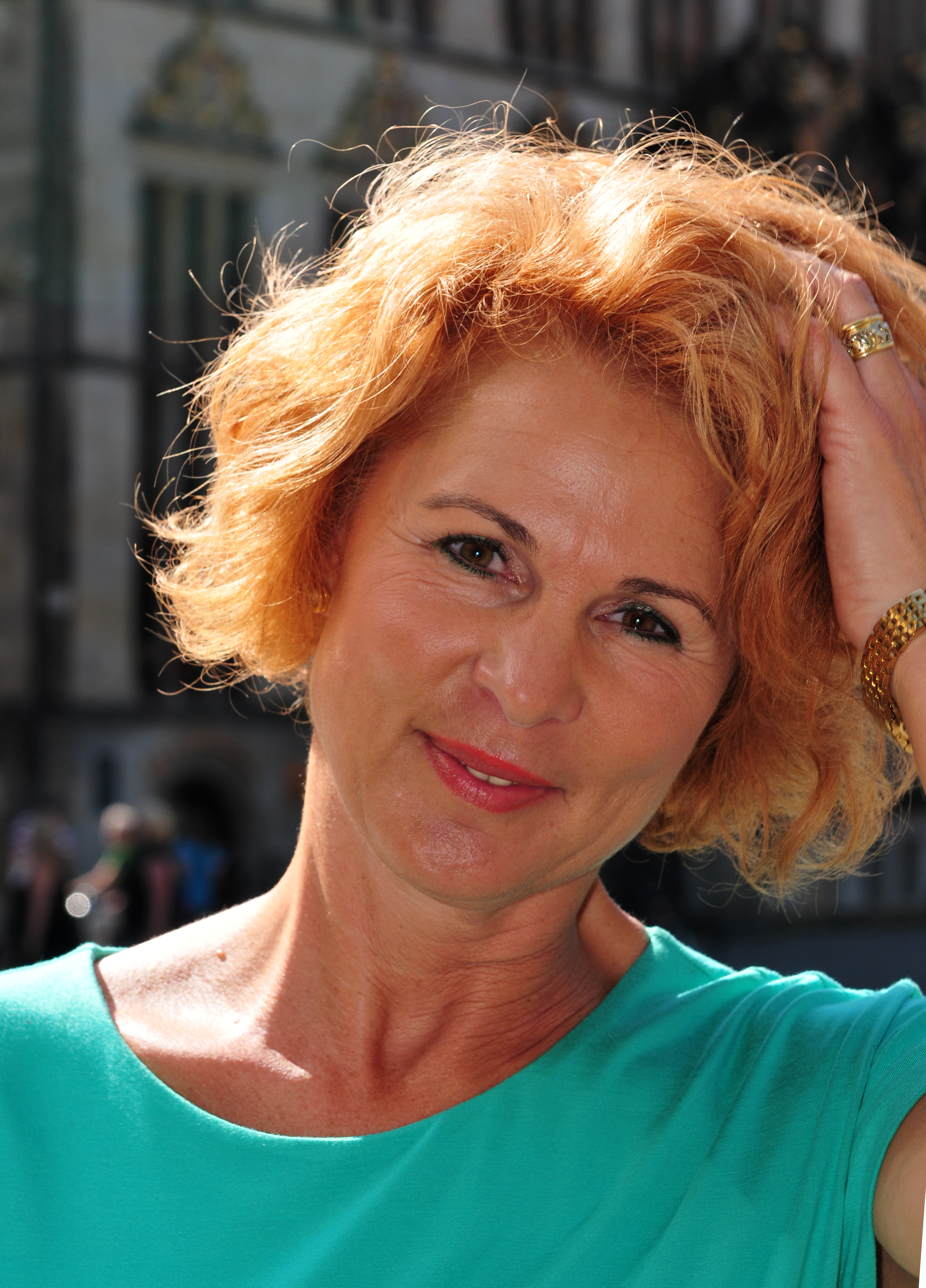
Silke Salomon (* 1965)

- 1951: Judith Ivey, US-amerikanische Schauspielerin
- 1951: Casey Viator, US-amerikanischer Bodybuilder
- 1952: Wolfgang Büld, deutscher Film-, Fernsehregisseur und -autor
- 1952: Wolfgang Flatz, österreichischer Aktionskünstler, Musiker und Komponist
- 1952: Evelyn Roll, deutsche Journalistin und Publizistin
- 1953: Michael Klemm, deutscher Autor, Regisseur und Schauspieler
- 1953: Fatih Terim, türkischer Fußballspieler und -trainer
- 1954: Carmen Boullosa, mexikanische Schriftstellerin
- 1954: Arpana Caur, indische Malerin und Graphikerin
- 1954: Dave Inkpen, deutsch-kanadischer Eishockeyspieler
- 1955: Brian Schweitzer, US-amerikanischer Politiker, Gouverneur von Montana
- 1955: Jewgeni Wassiljewitsch Trefilow, russischer Handballspieler und -trainer
- 1956: Blackie Lawless, US-amerikanischer Musiker
- 1956: Nikola Špirić, bosnisch-herzegowinischer Professor und Politiker, Ministerpräsident
- 1957: Khandi Alexander, US-amerikanische Tänzerin, Choreografin und Schauspielerin
- 1957: Stephan Matthaei, deutscher Diabetologe
- 1957: Patricia Tallman, US-amerikanische Schauspielerin und Stuntwoman
- 1958: Mario Guedes, brasilianischer Schwergewichtsboxer
- 1958: Roger Liebi, Schweizer Bibellehrer, Bibelübersetzer und Kreationist
- 1959: Robbie Deans, neuseeländischer Rugbyspieler und -trainer
- 1959: Armin Kogler, österreichischer Skispringer
- 1960: Lonnie Plaxico, US-amerikanischer Jazz-Bassist
- 1960: Ralf Pröve, deutscher Historiker
- 1960: Elke Richter, deutsche Fußballspielerin
- 1961: Giachem Guidon, Schweizer Skilangläufer
- 1962: Bob Arnz, deutscher Musikproduzent, Komponist und Musik-Manager
- 1962: Shin’ya Yamanaka, japanischer Arzt und Stammzellenforscher, Nobelpreisträger
- 1963: Barbara Drossel, deutsche Physikerin
- 1963: John Vanbiesbrouck, kanadischer Eishockeyspieler
- 1964: Nadja Engel, deutsche Schauspielerin
- 1964: Marcel Rohner, Schweizer Bankmanager
- 1964: Anthony Weiner, US-amerikanischer Politiker
- 1965: Silke Salomon, deutsche Politikerin, MdL
- 1965: Marc Degryse, belgischer Fußballspieler
- 1966: Jearl Miles Clark, US-amerikanische Leichtathletin
- 1966: Biréli Lagrène, französischer Gitarrist und Jazzmusiker
- 1966: Gary Neiwand, australischer Bahnradfahrer, Weltmeister und Olympiamedaillengewinner
- 1966: Torsten Sträter, deutscher Horror- und Comedy-Schriftsteller, Slam-Poet, Komiker und Kabarettist
- 1967: Rainer Aigner, deutscher Fußballspieler
- 1967: Susanne Vogel, deutsche Bassistin
- 1968: Natacha Amal, belgische Schauspielerin
- 1968: Don Lemmon, US-amerikanischer Ernährungswissenschaftler und Buchautor
- 1968: Phill Lewis, US-amerikanischer Schauspieler
- 1968: John DiMaggio, US-amerikanischer Schauspieler
- 1968: Eddy Merckx, belgischer Billardspieler
- 1968: Mike Piazza, US-amerikanischer Baseballspieler
- 1969: Andrea Göpel, deutsche Fernsehmoderatorin
- 1969: Alex Hicks, kanadischer Eishockeyspieler

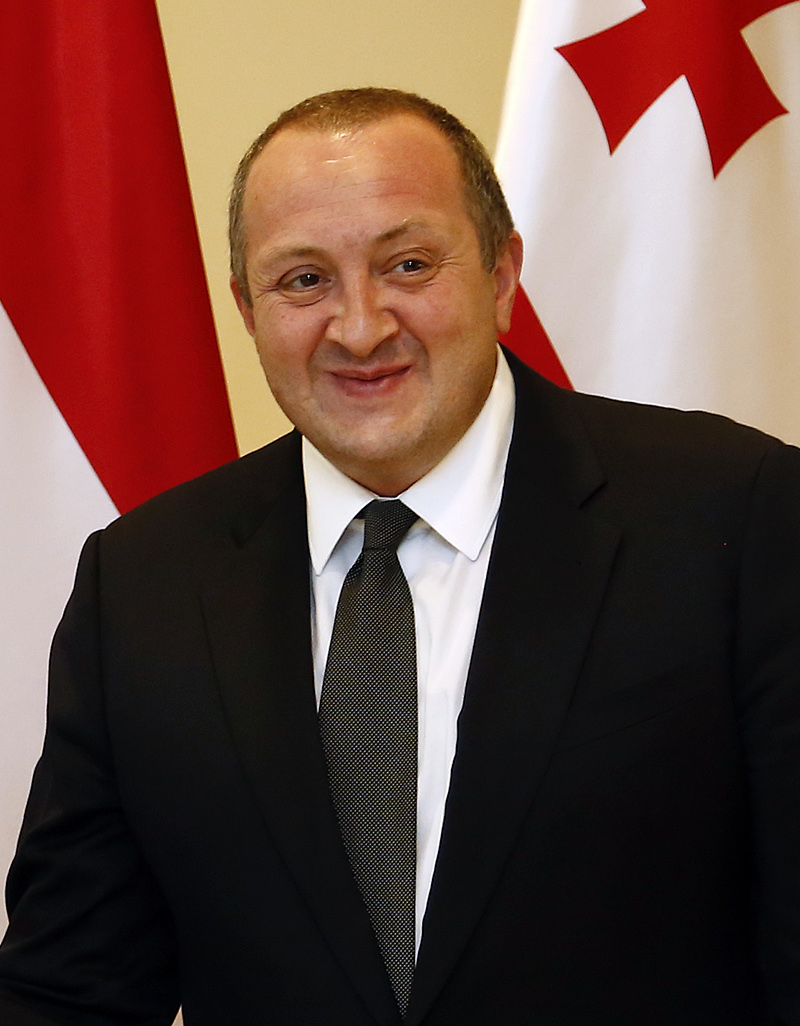
Giorgi Margwelaschwili (* 1969)

- 1969: Giorgi Margwelaschwili, georgischer Politiker, Staatspräsident
- 1969: Sasha, walisischer DJ und Musikproduzent
- 1969: Werner Schuster, österreichischer Skispringer und -sprungtrainer
- 1970: Daisy Dee, Sängerin und Fernsehmoderatorin von den Niederländischen Antillen
- 1970: John Garcia, US-amerikanischer Rocksänger
- 1970: Natalie Imboden, Schweizer Politikerin
- 1971: Mark Knowles, bahamaischer Tennisspieler
- 1971: Peggy Schwarz, deutsche Eiskunstläuferin
- 1971: Max Urlacher, deutscher Schauspieler
- 1972: Daniel Nestor, kanadischer Tennisspieler
- 1973: Stéphane Lémeret, belgischer Journalist und Autorennfahrer
- 1973: Lidia Șimon, rumänische Leichtathletin
- 1974: Rita Atria, italienische Informantin der Justiz

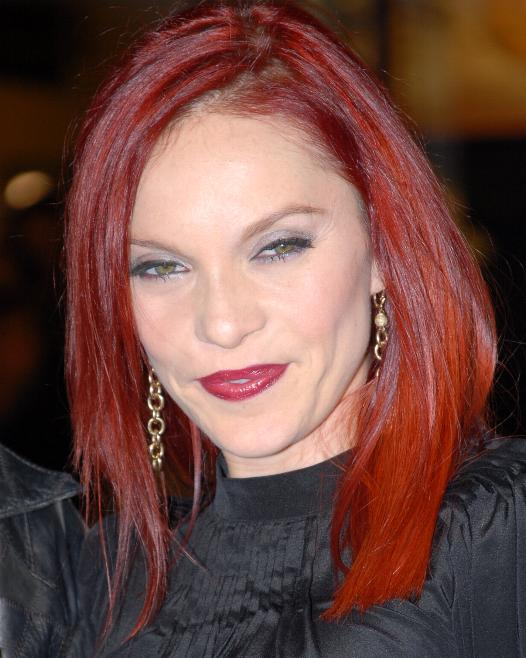
Carmit Bachar (* 1974)

- 1974: Carmit Bachar, US-amerikanische Sängerin, Tänzerin und Schauspielerin
- 1974: Sören Bartol, deutscher Politiker, MdB
- 1974: Carmen Consoli, italienische Rocksängerin
- 1974: Björn Spaeter, deutscher Ruderer
- 1975: Miguel Acosta Moreno, mexikanischer Fußballspieler
- 1975: Sevim Dağdelen, deutsche Journalistin, Politikerin und Übersetzerin

#### 1976–2000
- 1976: Borislaw Georgiew, bulgarischer Fußballspieler
- 1976: Lise Legrand, französische Ringerin
- 1977: Bekkay Harrach, deutsch-marokkanischer Islamist und Terrorist

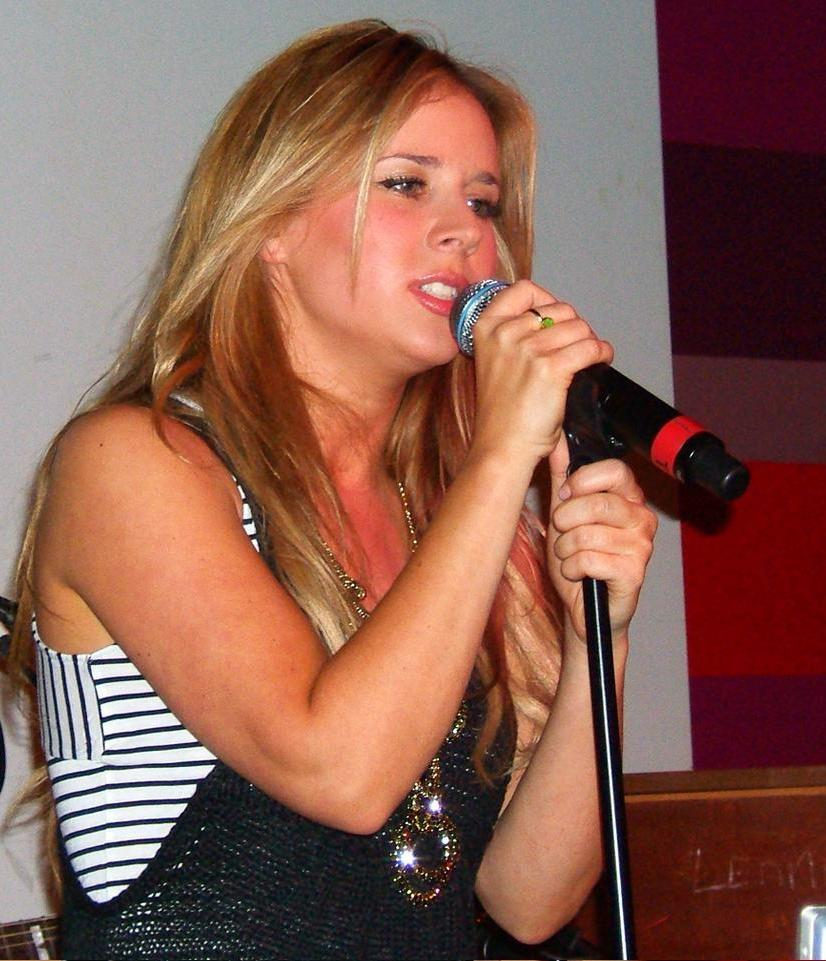
Lucie Silvas (* 1977)

- 1977: Lucie Silvas, neuseeländische Sängerin und Song-Schreiberin
- 1978: Wes Bentley, US-amerikanischer Schauspieler
- 1978: Michael V. Knudsen, dänischer Handballspieler
- 1978: Frederik Veuchelen, belgischer Radrennfahrer
- 1979: Maxim Sergejewitsch Afinogenow, russischer Eishockeyspieler
- 1979: Kerstin Garefrekes, deutsche Fußballspielerin
- 1979: Gledson, brasilianischer Fußballspieler
- 1980: David Garrett, deutsch-US-amerikanischer Violinist
- 1980: Hitomi Shimatani, japanische J-Pop-Sängerin
- 1980: Lim Yo-hwan, südkoreanischer Computerspieler

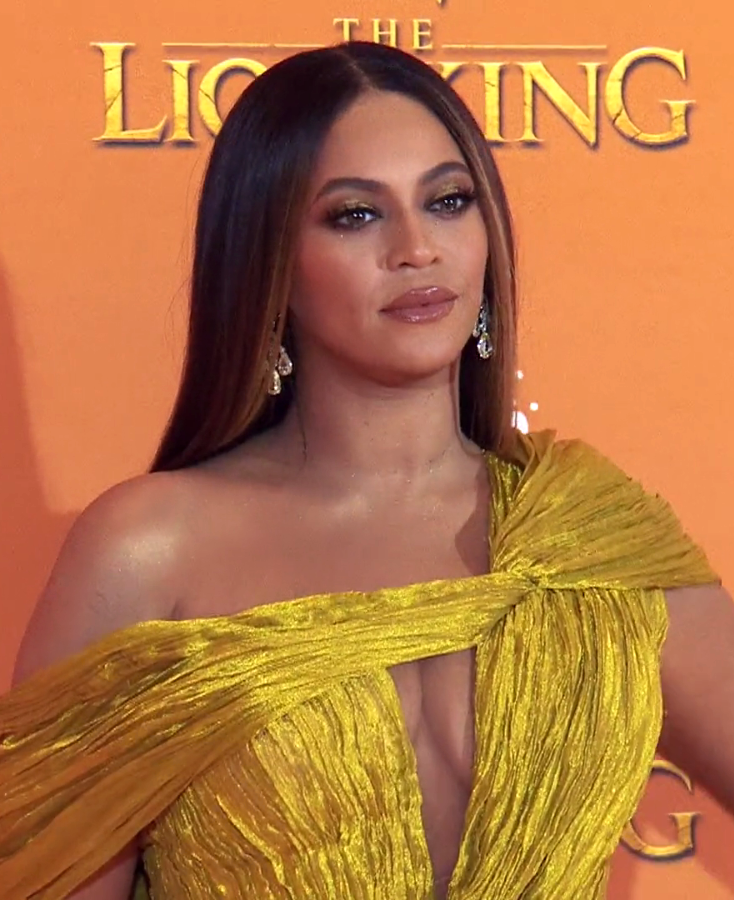
Beyoncé (* 1981)

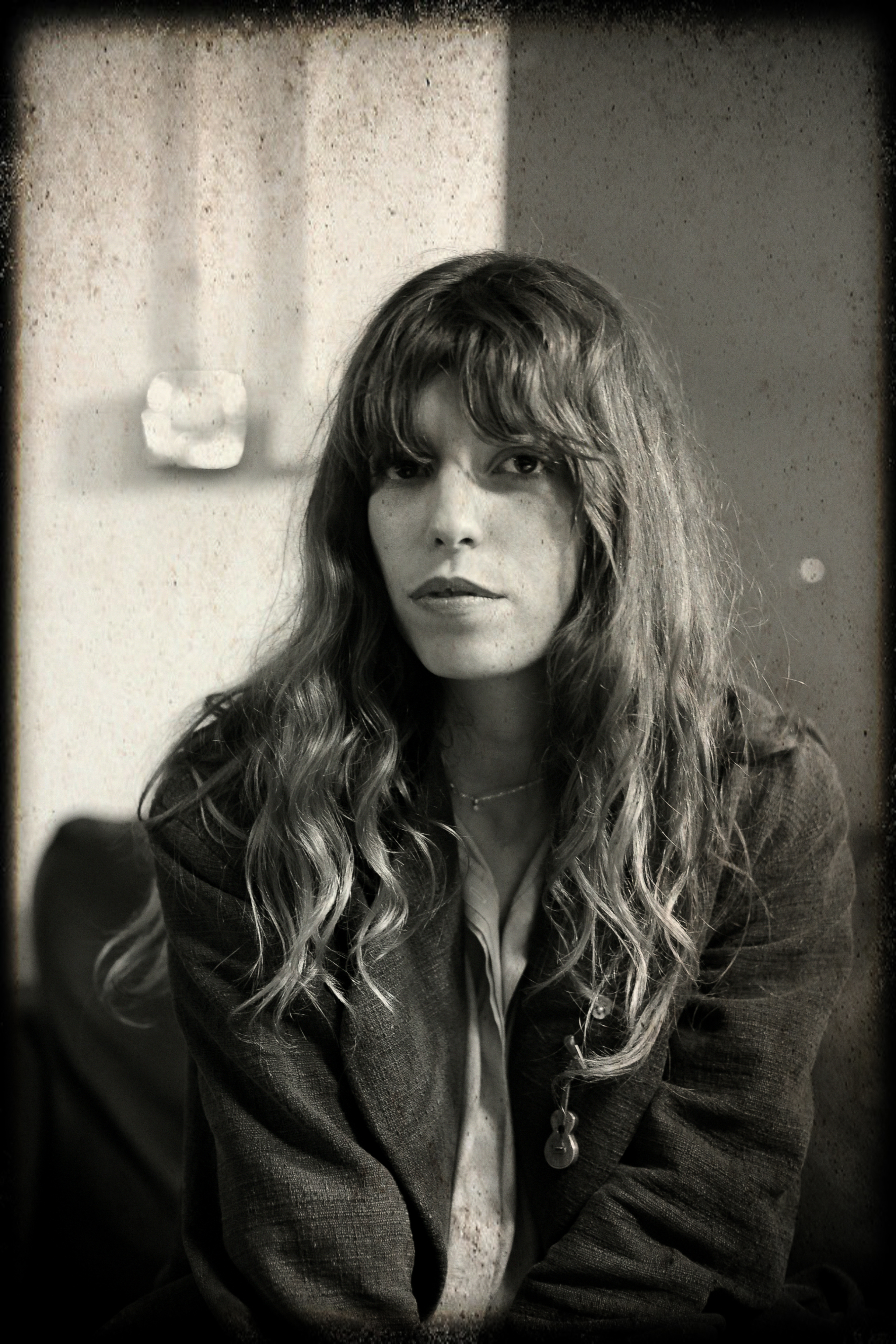
Lou Doillon (* 1982)

- 1981: Beyoncé, US-amerikanische Sängerin und Schauspielerin
- 1981: Richard Garcia, australischer Fußballspieler
- 1982: Marcin Bachleda, polnischer Skispringer
- 1982: Lou Doillon, französische Schauspielerin
- 1982: Hildur Guðnadóttir, isländische Cellistin und Komponistin
- 1982: Tobias Matthias Peterka, deutscher Jurist und Politiker
- 1982: Benjamin Weigelt, deutscher Fußballspieler
- 1982: Fabián Yantorno, uruguayischer Fußballspieler
- 1984: Jonny Adam, britischer Autorennfahrer
- 1984: Camila Bordonaba, argentinische Schauspielerin und Sängerin
- 1984: Bine Zupan, slowenischer Skispringer
- 1985: Raúl Albiol, spanischer Fußballspieler
- 1985: Juan Carlos Arias Pérez, kubanischer Bahn- und Straßenradrennfahrer
- 1985: Andrew Meyrick, britischer Autorennfahrer
- 1985: Matías Russo, argentinischer Autorennfahrer
- 1986: Danilo Asconeguy, uruguayischer Fußballspieler

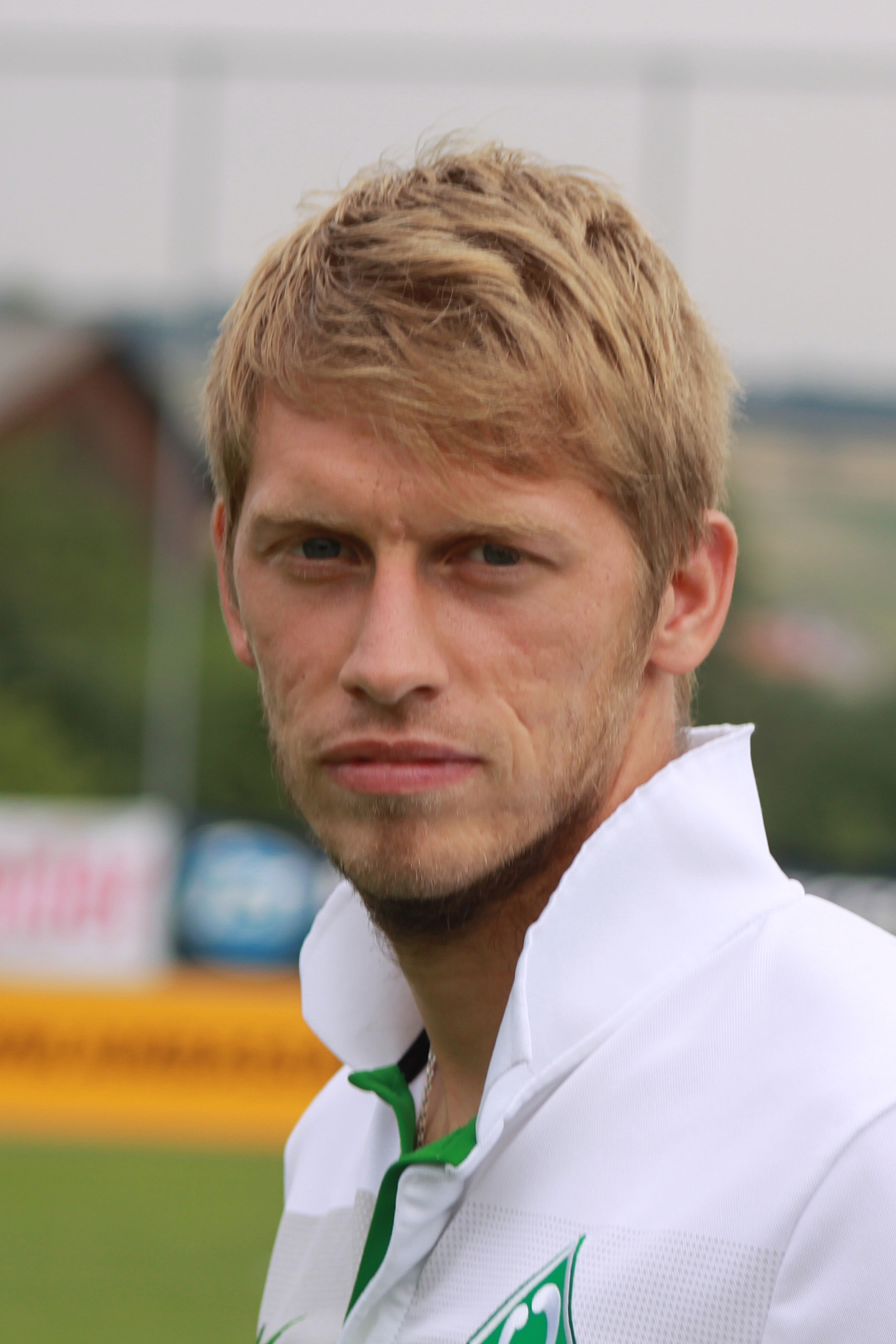
Aaron Hunt (* 1986)

- 1986: Aaron Hunt, deutscher Fußballspieler
- 1987: Menowin Fröhlich, deutscher Sänger
- 1987: Julian Sark, österreichischer Schauspieler
- 1988: J. J. Hickson, US-amerikanischer Basketballspieler
- 1988: Michael Tieber, österreichischer Fußballspieler
- 1989: Gregory Baxter, kanadischer Skispringer
- 1990: Olha Charlan, ukrainische Säbelfechterin
- 1990: Oleg Dontsov, russischer Badmintonspieler
- 1990: Stefanía Fernández, venezolanisches Model, Miss Universe 2009
- 1990: James Bay, britischer Singer-Songwriter
- 1991: Aleksandar Atanasijević, serbischer Volleyballspieler
- 1991: Anders Zachariassen, dänischer Handballspieler
- 1992: Layvin Kurzawa, französischer Fußballspieler
- 1993: Matej Ašanin, kroatischer Handballspieler
- 1993: Anthony Camara, kanadischer Eishockeyspieler
- 1993: Yannick Carrasco, belgisch-spanischer Fußballspieler
- 1993: Jeremy Mockridge, deutscher Schauspieler
- 1994: Elvar Ásgeirsson, isländischer Handballspieler
- 1994: Romeo Grbavac, kroatischer Dartspieler
- 1994ː Fabienne Michel, deutsche Fußballschiedsrichterin
- 1995: Pauline Angert, deutsche Schauspielerin
- 1998: Felix Groß, deutscher Radrennfahrer
- 1998: Geert Nentjes, niederländischer Dartspieler
- 1998: Oleksandr Okipnjuk, ukrainischer Freestyle-Skier
- 2000: Sergio Gómez, spanischer Fußballspieler
- 2000: Jayden Richardson, englischer Fußballspieler

### 21. Jahrhundert

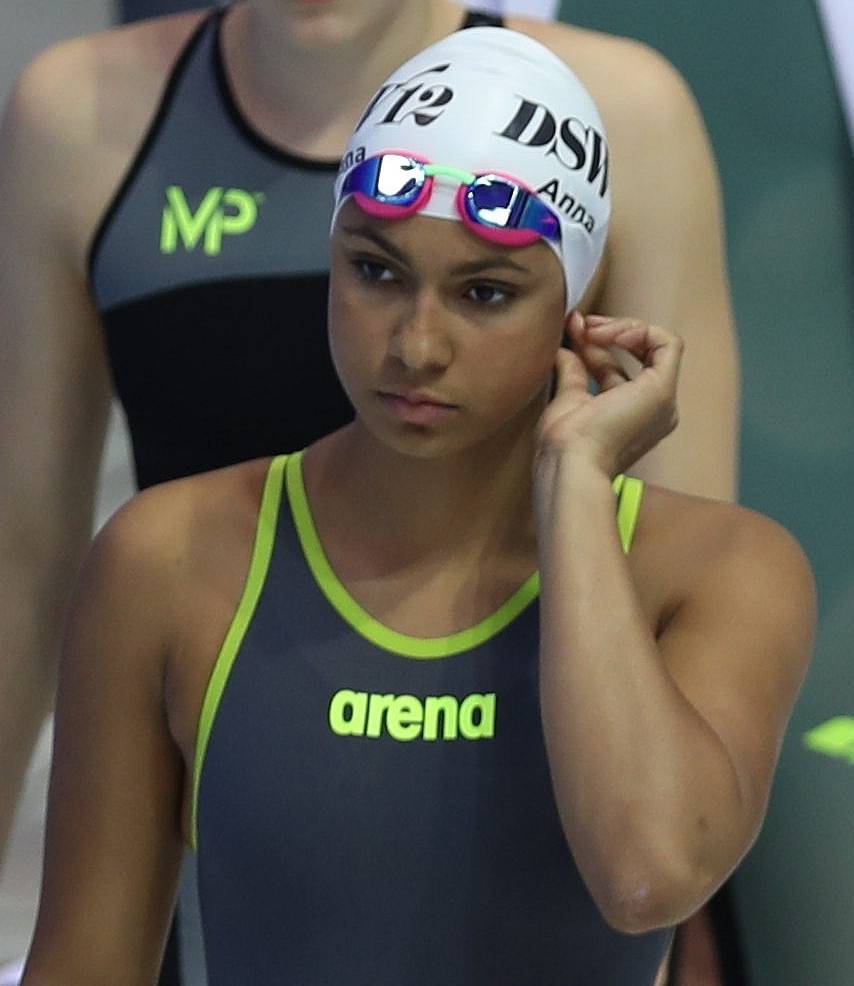
Anna Elendt (* 2001)

- 2001: Anna Charlott Darcel Elendt, deutsche Schwimmerin
- 2005: Martina Zanitzer, italienische Skispringerin und Nordische Kombiniererin

## Gestorben

### Vor dem 16. Jahrhundert
- 0422: Bonifatius I., Papst

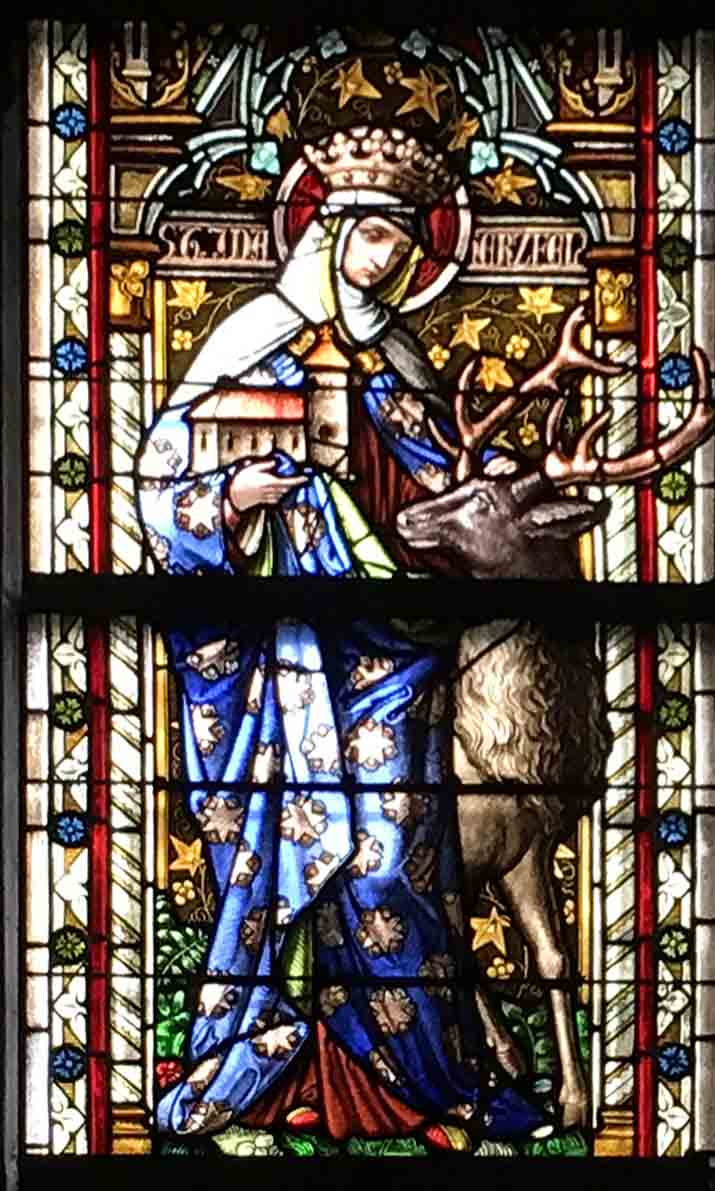
Ida von Herzfeld († 825)

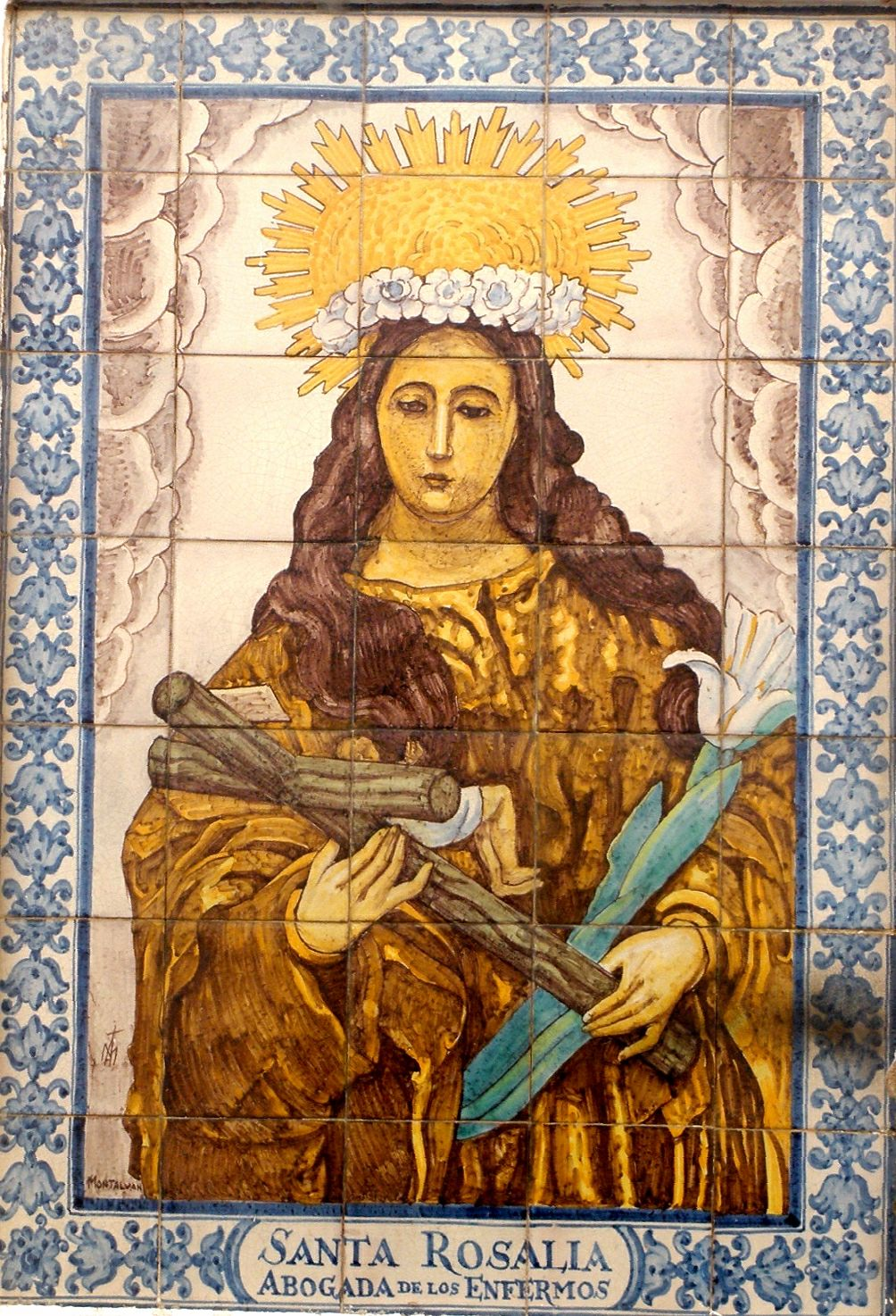
Rosalia(† 1166)

- 0454: Dioskoros I. von Alexandria, Patriarch von Alexandria
- 0799: Mūsā al-Kāzim, schiitischer Imam und Nachfahre Mohammeds
- 0825: Ida von Herzfeld, deutsche Kirchenstifterin
- 0999: Franko, Bischof von Worms
- 1063: Tughrul Beg, Sultan der Seldschuken
- 1166: Rosalia, Eremitin und Heilige
- 1199: Johanna von England, Königin von Sizilien und Gräfin von Toulouse
- 1207: Bonifatius, Anführer des Vierten Kreuzzugs, Markgraf von Montferrat und König von Thessaloniki
- 1247: Balian, Herr von Beirut
- 1254: Judenta von Hagenbuch, dritte thurgauische Äbtissin des Fraumünsters in Zürich
- 1308: Margarete von Burgund, Gräfin von Tonerre, Königin von Sizilien und Neapel
- 1323: Suddhipala, mongolischer Kaiser von China
- 1324: Sancho I., König von Mallorca, Graf von Cerdanya und Roussillon, Herr von Montpellier
- 1378: Bartolomeo Bulgarini, italienischer Maler
- 1416: Johann I., Graf von Nassau-Dillenburg
- 1417: Robert Hallum, englischer Kanzler der Universität Oxford, Bischof von Salisbury
- 1439: Christian von Prachatitz, tschechischer Gelehrter, Astronom
- 1485: Stephan von Pfalz-Simmern, Domherr in Straßburg, Mainz, Köln, Speyer und Lüttich
- 1490: Albrecht II. von Hohenlohe-Weikersheim, fränkischer Reichsgraf

### 16./17. Jahrhundert

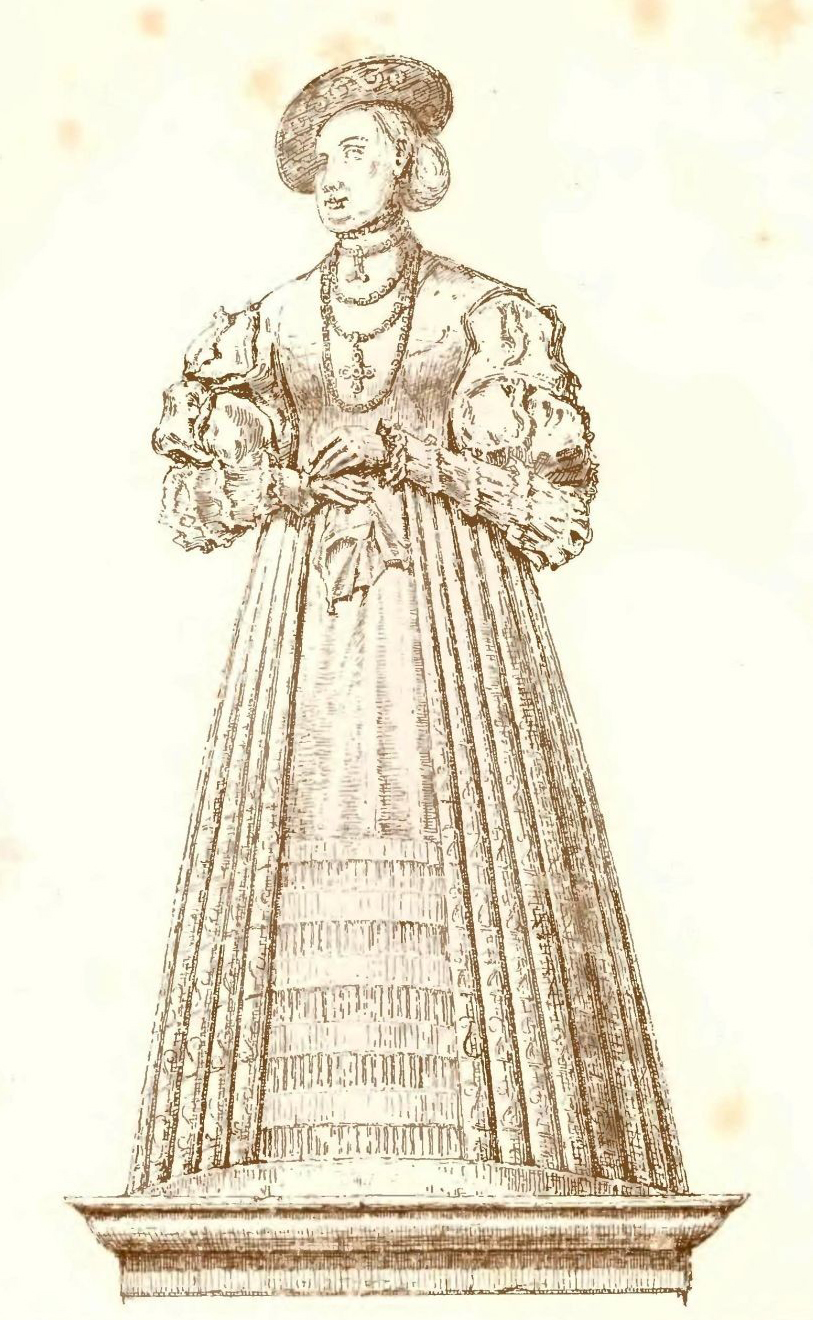
Barbara von Brandenburg († 1515)

- 1515: Barbara von Brandenburg, Herzogin von Glogau und Königin von Böhmen
- 1526: John Stewart, 3. Earl of Lennox, schottischer Adeliger

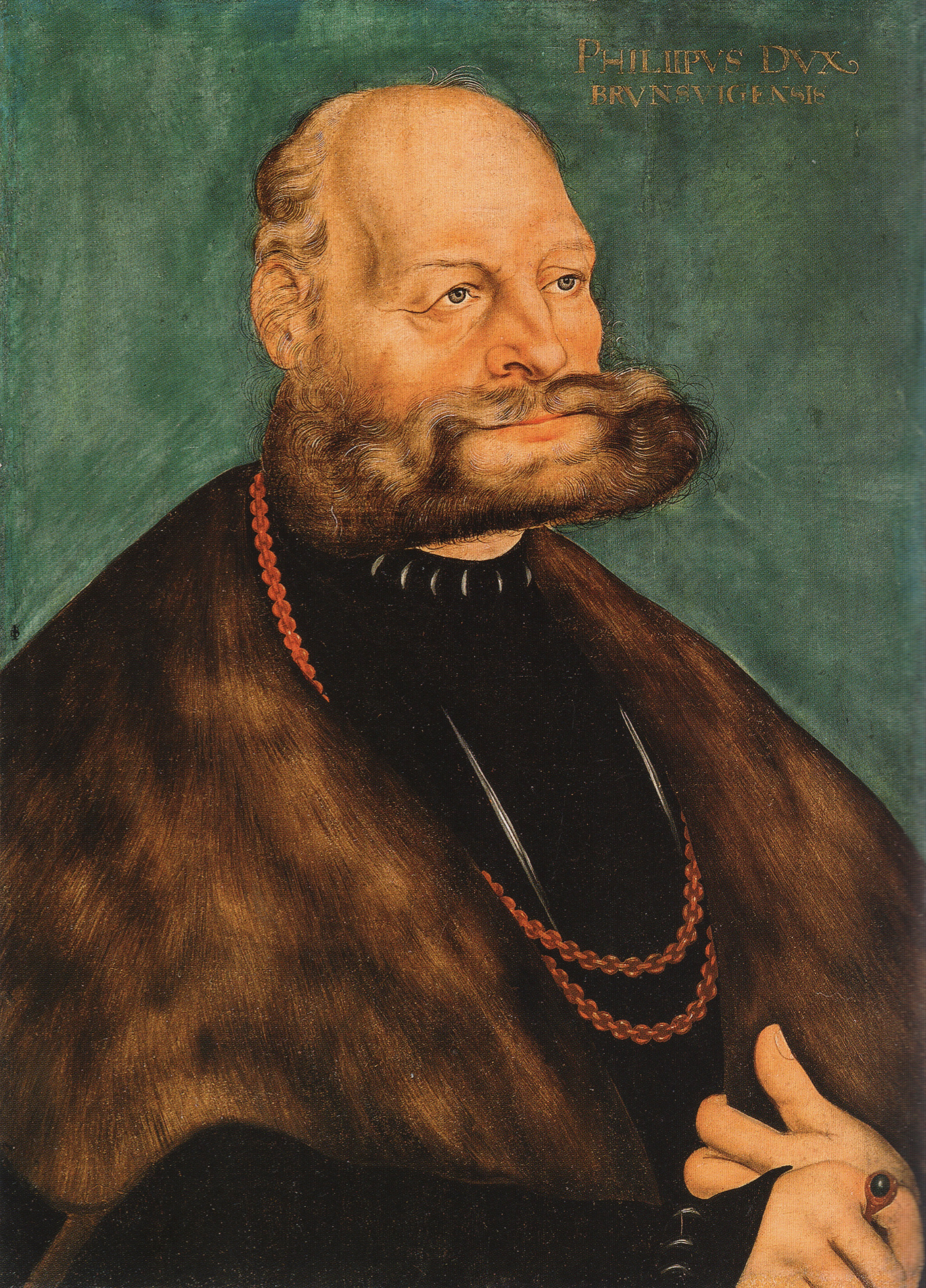
Philipp I. († 1551)

- 1551: Philipp I., Herzog von Braunschweig-Grubenhagen
- 1571: Matthew Stewart, 4. Earl of Lennox, schottischer Adeliger
- 1588: Robert Dudley, 1. Earl of Leicester, englischer Heerführer
- 1618: Nicolò Rusca, römisch-katholischer Erzpriester in Sondrio
- 1626: Leopold von Stralendorf, Reichsvizekanzler des Heiligen Römischen Reiches
- 1637: Erasmus Schmidt, deutscher Philologe und Mathematiker
- 1643: Sebastian von Lodron, Bischof von Gurk
- 1644: Wolfgang Siegel, kurfürstlich-sächsischer Bergamtverwalter
- 1656: Peter Lucius, deutscher Buchdrucker
- 1663: Johannes Hornschuch, deutscher Philologe und Pädagoge
- 1676: John Ogilby, schottischer Kartograph, Schriftsteller und Übersetzer
- 1680: Nicolas Baudesson, italienischer Maler
- 1680: Wilderich von Walderdorff, Reichsvizekanzler des Heiligen Römischen Reiches
- 1684: Rasmus Vinding, dänischer Professor
- 1699: Reichardt Fux, österreichischer Steinmetz und Bildhauer

### 18. Jahrhundert
- 1704: Anthonius Lucius, deutscher Rechtswissenschaftler
- 1709: Jean-François Regnard, französischer Schriftsteller
- 1719: Heinrich Hiller, Bürgermeister von St. Gallen

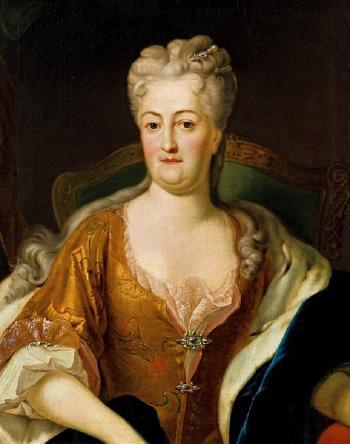
Christiane Eberhardine († 1727)

- 1727: Christiane Eberhardine von Brandenburg-Bayreuth, Kurfürstin von Sachsen und Titularkönigin von Polen
- 1742: Sophia Albertine von Erbach-Erbach, Herzogin von Sachsen-Hildburghausen
- 1745: Christian Ernst, Herzog von Sachsen-Coburg-Saalfeld
- 1748: Niklaus Tscheer, Schweizer Pietist und Schriftsteller
- 1750: José de Cañizares, spanischer Dramatiker und Librettist
- 1750: Margret Zeerleder-Lutz, Schweizer Pietistin
- 1751: Jacques Philippe d’Orville, niederländischer Altphilologe
- 1753: Philipp Millauer, deutscher Baumeister
- 1757: Levin Winder, US-amerikanischer Politiker

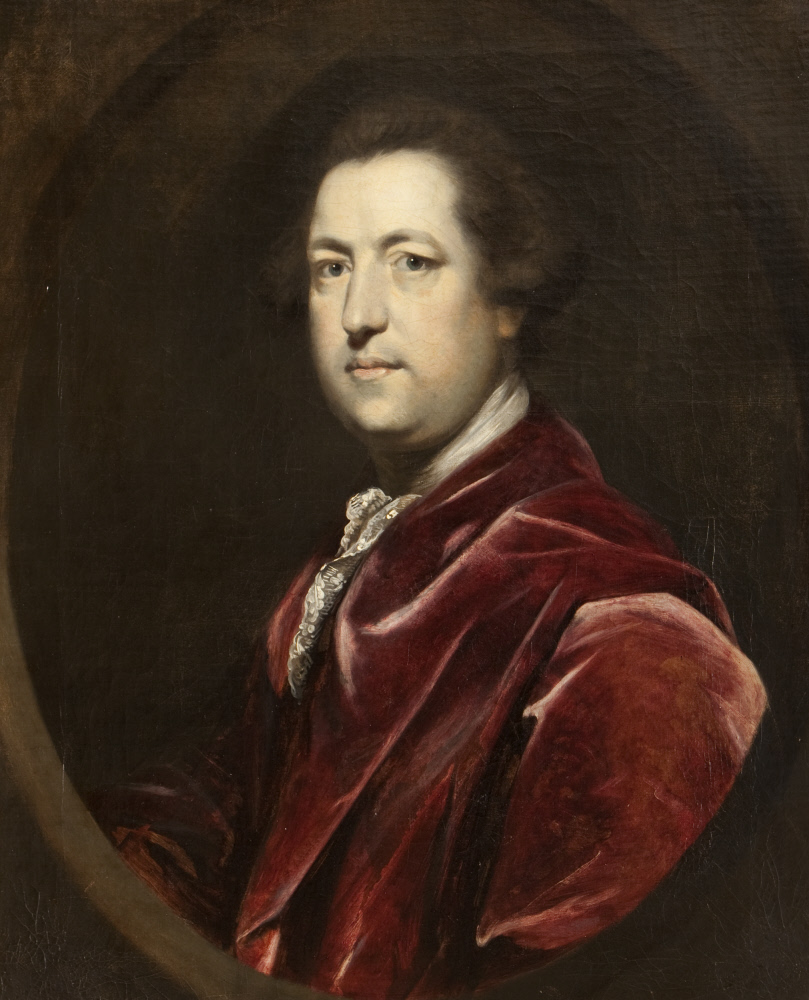
Charles Townshend († 1767)

- 1767: Charles Townshend, britischer Adeliger und Politiker
- 1777: Johannes Caprez, Schweizer evangelischer Geistlicher
- 1778: William Campbell, britischer Gouverneur von Nova Scotia und der Province of South Carolina
- 1780: Sir John Fielding, britischer Richter und Sozialreformer
- 1784: César François Cassini de Thury, französischer Geodät und Astronom
- 1787: Louis-Frédéric Petitpierre, Schweizer evangelischer Geistlicher
- 1791: Daniel Nettelbladt, deutscher Jurist
- 1794: Daniel von Peharnik-Hotkovich, österreichischer Ritter des Militär-Maria-Theresien-Ordens

### 19. Jahrhundert
- 1809: Jacob Haafner, deutsch-niederländischer Reiseschriftsteller
- 1811: Matsumura Goshun, japanischer Maler der Edo-Zeit und Begründer der Shijō-Schule
- 1813: Christian Friedrich von Schimonski, preußischer Generalmajor
- 1813: Jean-François Thomas de Thomon, französisch-russischer Architekt
- 1813: James Wyatt, britischer Baumeister

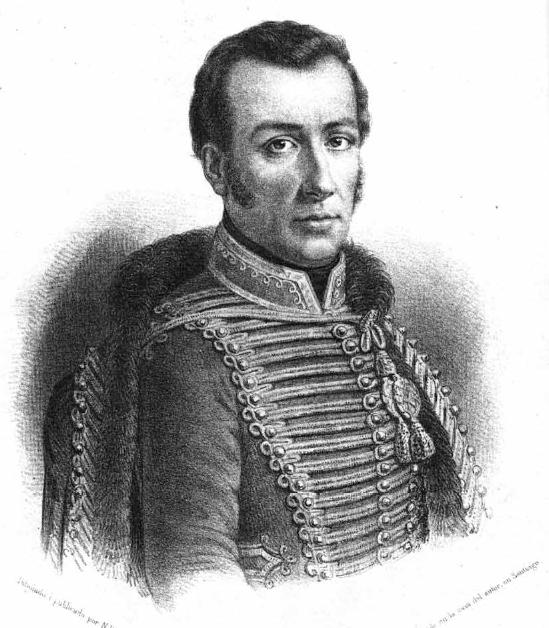
José Miguel Carrera († 1821)

- 1821: José Miguel Carrera, lateinamerikanischer Nationalheld und erster Präsident Chiles
- 1822: Francisco Javier de Elío, spanischer Offizier, Gouverneur von Montevideo und letzter Vizekönig des Río de la Plata
- 1831: Johann Wilhelm Zanders, deutscher Unternehmer und Papierfabrikant
- 1834: Maria Francisca von Portugal, Infantin von Portugal und Spanien, Gräfin von Molina
- 1834: Peter Erasmus Müller, dänischer Bischof, Historiker und Sprachforscher
- 1835: Albert Jakob Arnoldi, deutscher Theologe und Orientalist
- 1843: Hermann Diedrich Piepenstock, deutscher Kaufmann und Fabrikant
- 1847: František Vladislav Hek, tschechischer Patriot, Dichter und Publizist
- 1849: Karl Ferdinand Becker, deutscher Arzt, Naturwissenschaftler, Pädagoge und Sprachforscher
- 1852: William Pitt Adams, britischer Diplomat
- 1854: José Francisco Barrundia y Cepeda, Präsident der Zentralamerikanischen Konföderation

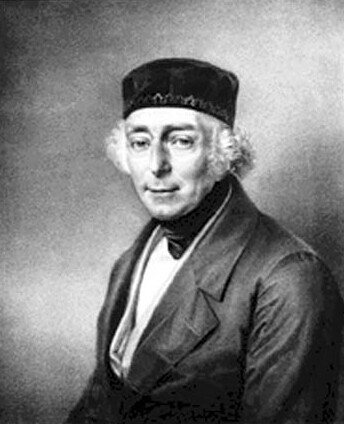
Wilhelm Pfeil († 1859)

- 1859: Wilhelm Pfeil, deutscher Forstwissenschaftler
- 1864: Augustus French, US-amerikanischer Politiker
- 1864: Henry Johnson, US-amerikanischer Politiker, Gouverneur von Louisiana, Kongressabgeordneter
- 1865ː Adelaide O’Keeffe, irische Amanuensis, Dichterin und Schriftstellerin

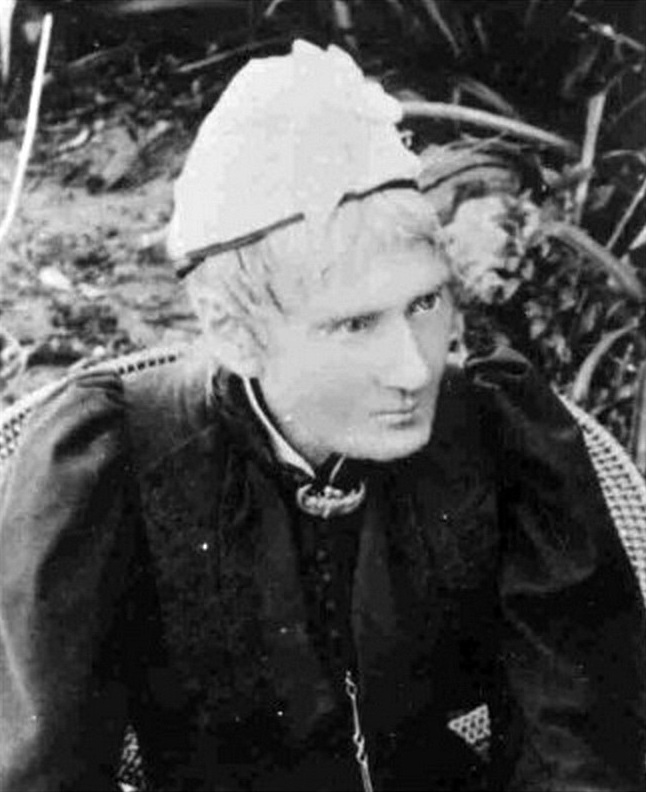
Mary Elizabeth Barber († 1899)

- 1867: Henriette Méric-Lalande, französische Opernsängerin
- 1868: Eduard Friedrich Poeppig, deutscher Forschungsreisender
- 1874: Alfred de Bougy, französischer Schriftsteller
- 1876: Franz Xaver von Andlaw-Birseck, badischer Diplomat
- 1880: Hans Heinrich Ryffel, Schweizer Unternehmer und Politiker
- 1886: Agustina Gutiérrez Salazar, chilenische Malerin und Zeichnerin
- 1887: Bendicht Peter, Schweizer Offizier und Beamter
- 1891: José María Urbina, Präsident von Ecuador
- 1895: Émile Bouichère, französischer Organist
- 1895: August Kautz, deutsch-US-amerikanischer Kavallerieoffizier der Union im Sezessionskrieg
- 1899ː Mary Elizabeth Barber, britische Naturmalerin, Entomologin und Botanikerin

### 20. Jahrhundert

#### 1901–1950

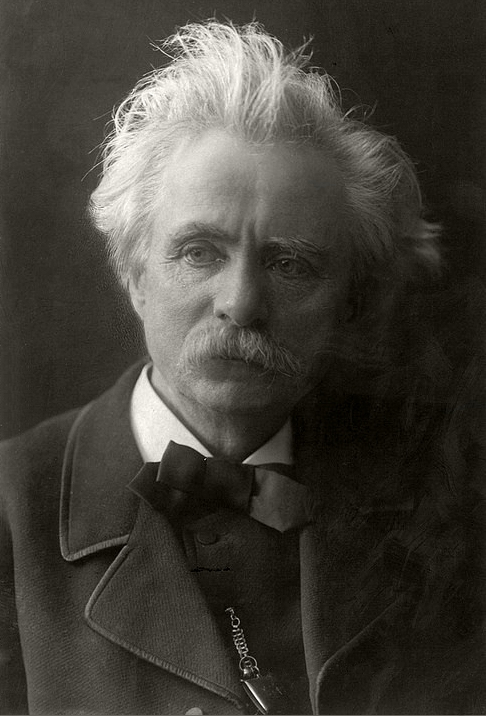
Edvard Grieg († 1907)

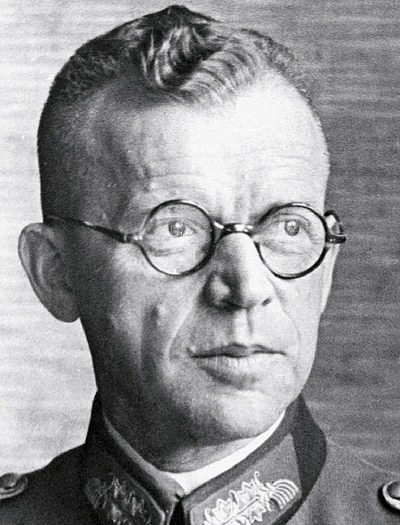
Erich Fellgiebel († 1944)

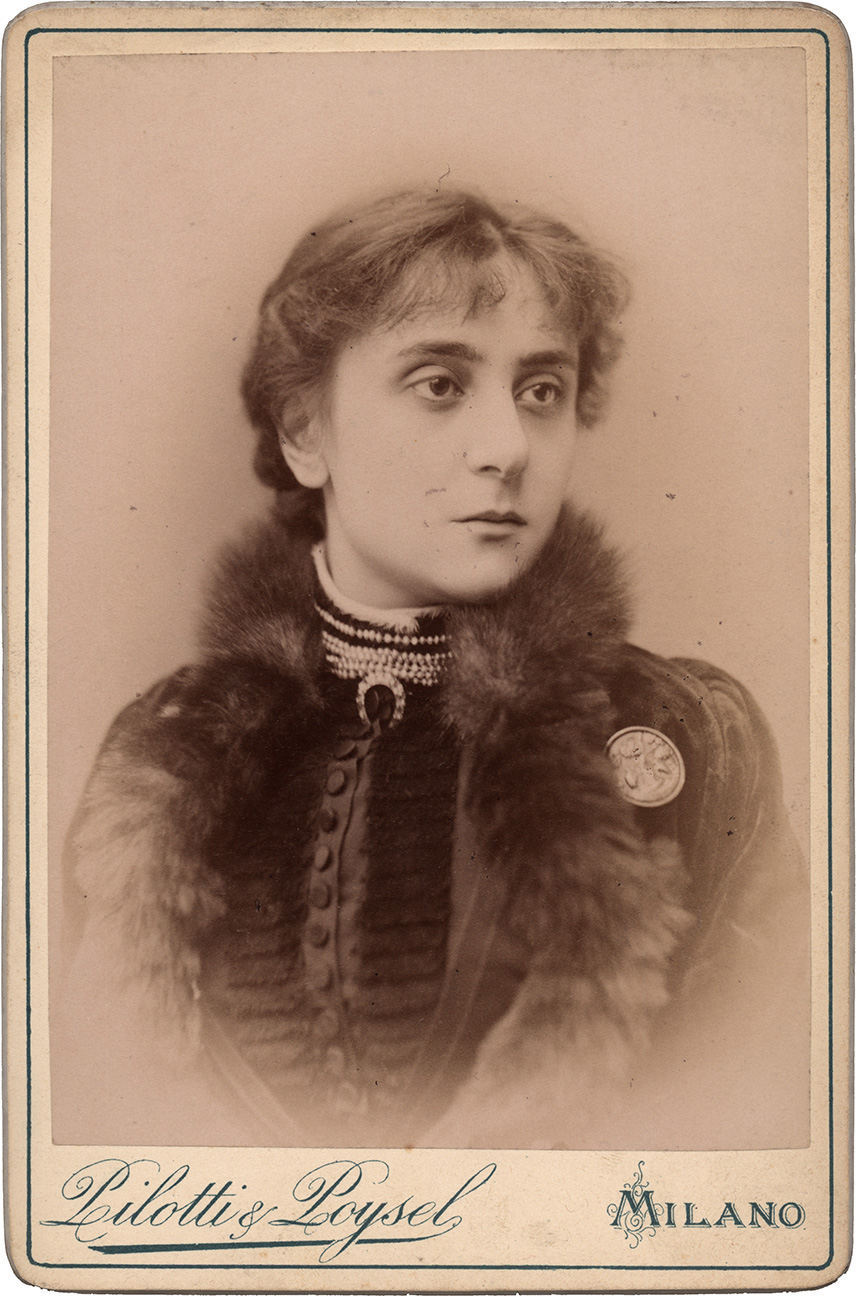
Alice Barbi († 1948)

- 1901ː Karoline Rosing, grönländische Hebamme und Übersetzerin
- 1903: Hermann Zumpe, deutscher Dirigent
- 1904: Antonio Chiattone, Schweizer Bildhauer
- 1904: Carlo von Erlanger, deutscher Forschungsreisender und Ornithologe
- 1907: Edvard Grieg, norwegischer Pianist und Komponist der Romantik
- 1909: Ernst von Stubenrauch, deutscher Landrat
- 1912: Johannes Engelmann, baltischer Jurist
- 1914: Theodor Weber, deutscher Arzt
- 1918: Hans Droysen, deutscher Altphilologe und Historiker
- 1919: Franz Reber, deutscher Kunsthistoriker
- 1923: Paul Friedlaender, deutscher Chemiker
- 1923: Howard Wilcox, US-amerikanischer Automobilrennfahrer
- 1924ː Hilde Mangold, deutsche Entwicklungsbiologin
- 1930: Wladimir Klawdijewitsch Arsenjew, russischer Forschungsreisender und Schriftsteller
- 1932: Heinrich Schulz, deutscher Reformpädagoge und Politiker, MdR, Wegbereiter der Stenografie
- 1933: Otto Baschin, deutscher Geograph und Meteorologe
- 1934: Paul Aust, deutscher Landschaftsmaler, Grafiker und Schriftsteller
- 1938: Paul Arbelet, französischer Romanist und Stendhal-Spezialist
- 1940: Henri Lavedan, französischer Schriftsteller und Journalist
- 1942: Zsigmond Móricz, ungarischer Schriftsteller
- 1944: Erich Fellgiebel, deutscher General, Widerstandskämpfer des 20. Juli 1944
- 1948: Alice Barbi, italienische Violinistin, Sängerin und Komponistin
- 1948: Albrecht Burchard, deutscher Mediziner und Hochschullehrer
- 1949: Frank Croxton, US-amerikanischer Sänger
- 1949: Hermann August Eidmann, deutscher Zoologe und Forstwissenschaftler
- 1949: Herbert Eulenberg, deutscher Dichter und Schriftsteller
- 1949: Liberato Ribeiro Pinto, portugiesischer Offizier und Ministerpräsident

#### 1951–2000

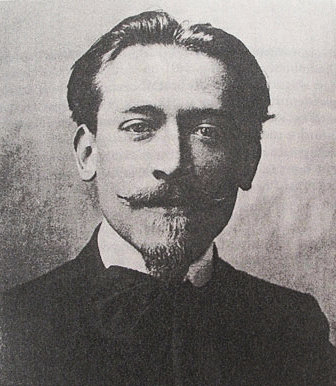
Joseph Canteloube († 1957)

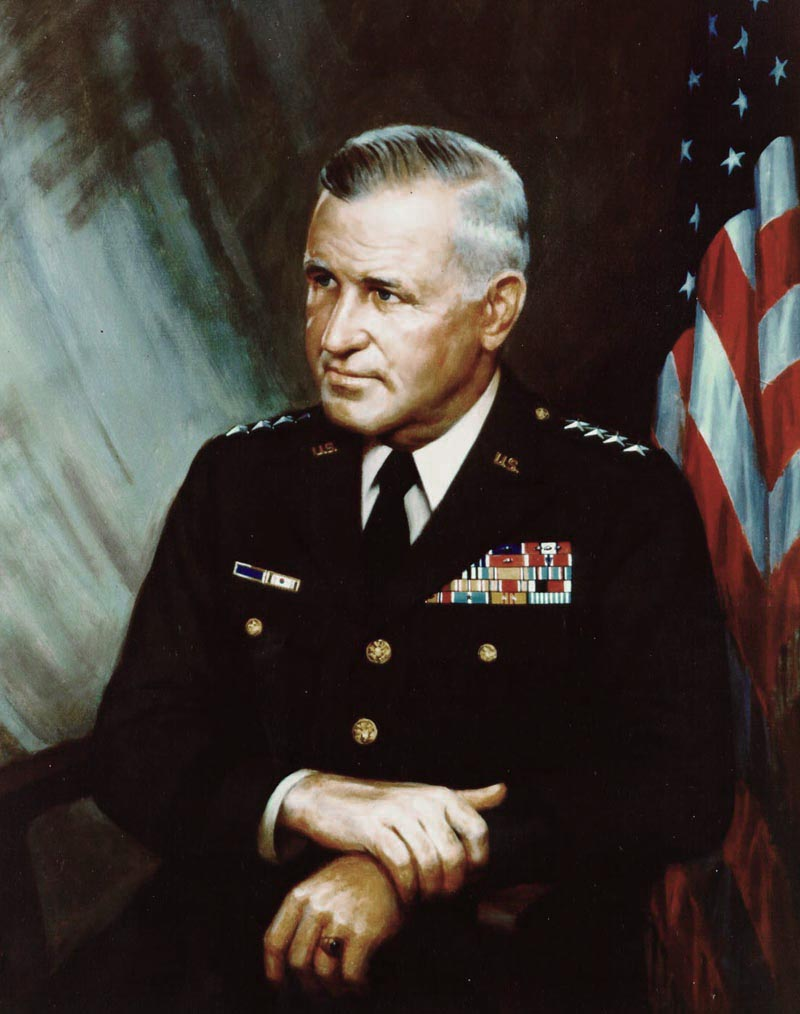
Creighton W. Abrams († 1974)

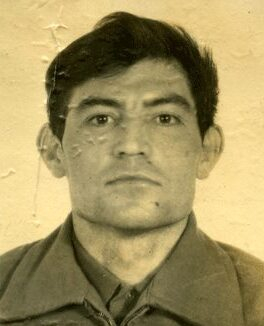
Wassyl Stus († 1985)

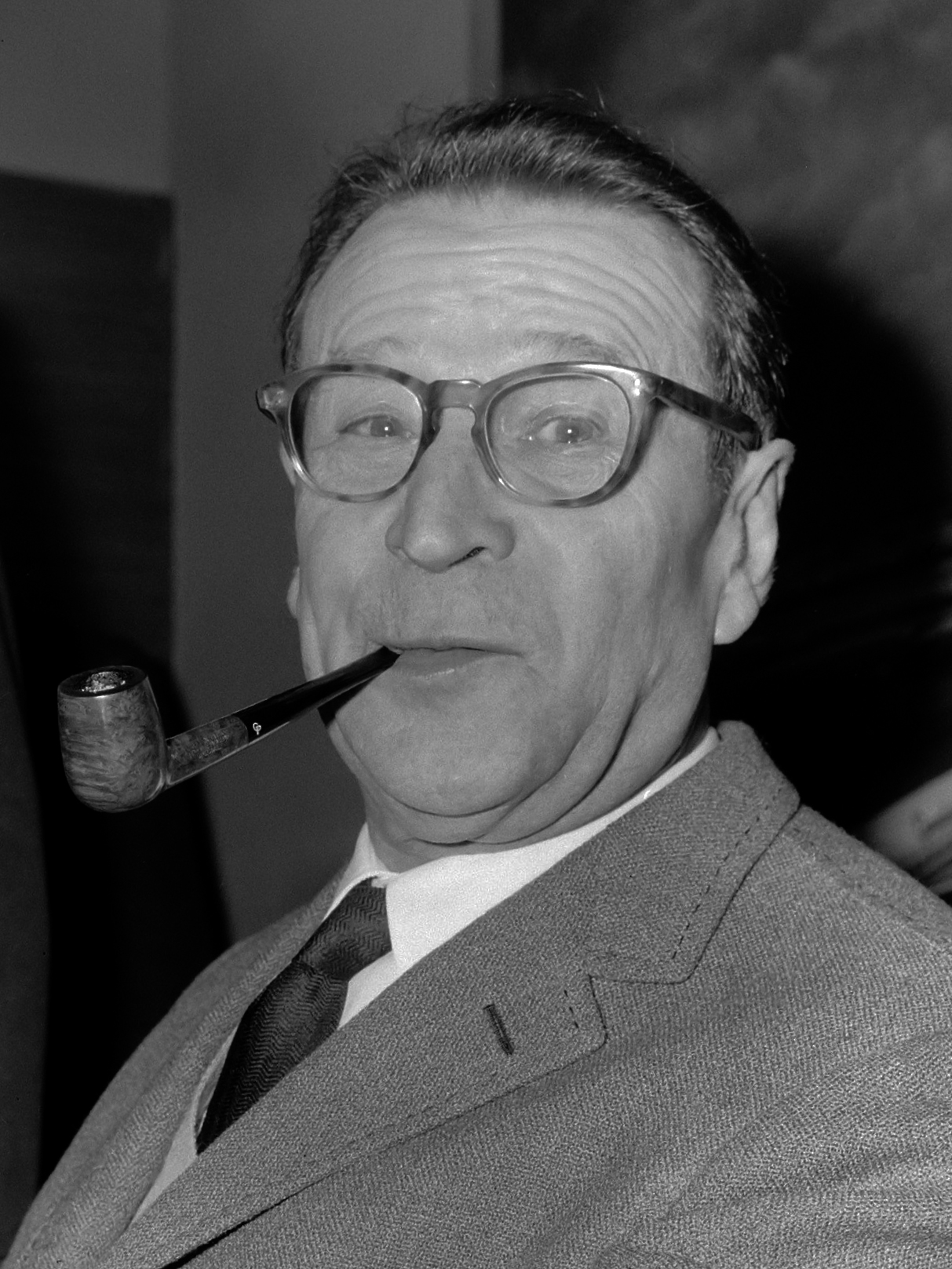
Georges Simenon († 1989)

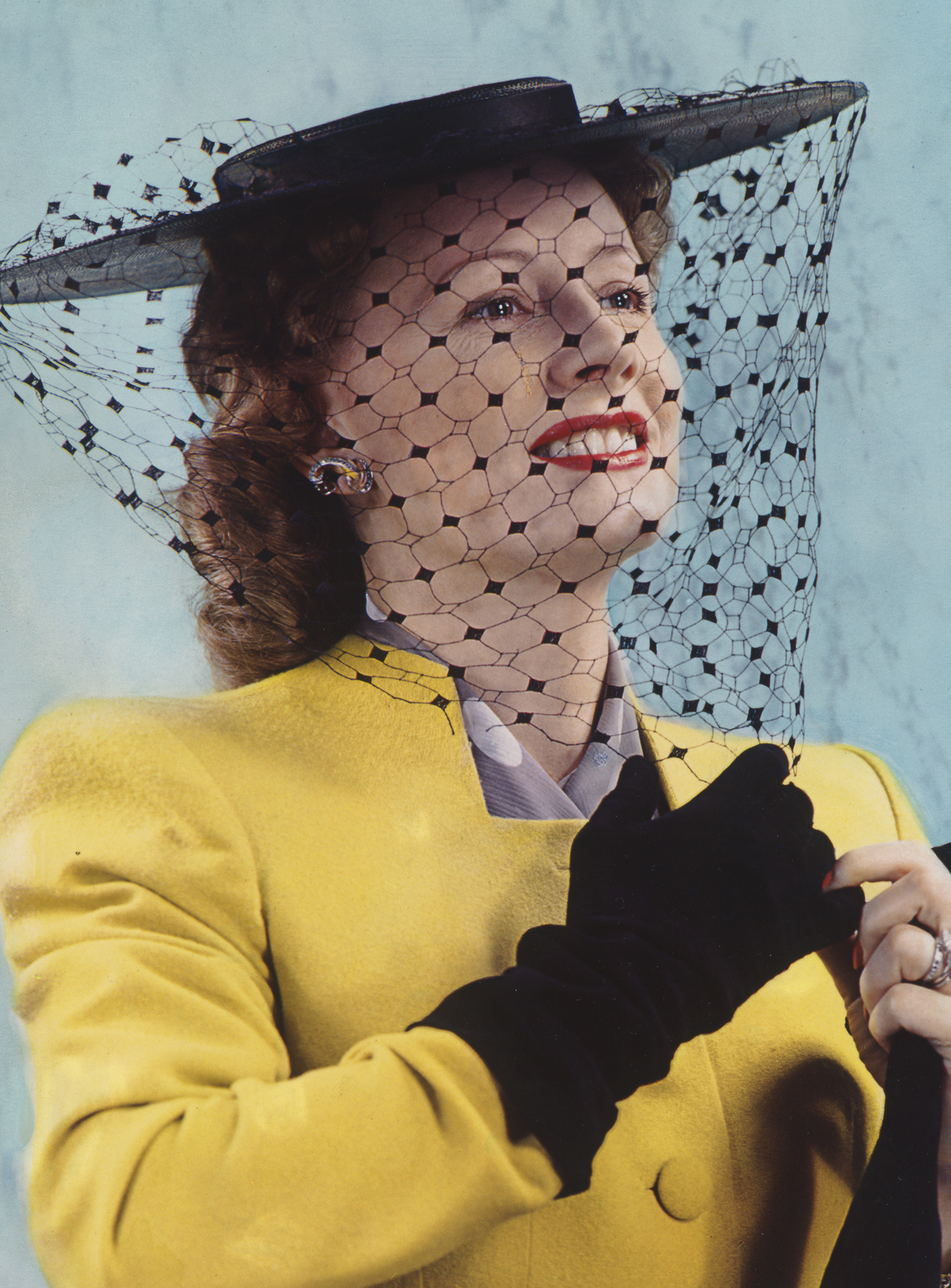
Irene Dunne († 1990)

- 1951: Louis Adamic, US-amerikanischer Journalist und Schriftsteller
- 1951: Leo Waibel, deutscher Geograph
- 1952: Carlo Sforza, italienischer Politiker und Antifaschist
- 1957: Joseph Canteloube, französischer Komponist, Pianist und Musikwissenschaftler
- 1961: Isidore Fattal, syrischer Erzbischof
- 1961: Josef Haubrich, deutscher Kunstsammler und Mäzen
- 1963ː Marie Kreft, deutsche Politikerin (SPD)
- 1963: Robert Schuman, deutsch-französischer Staatsmann, Außenminister, Ministerpräsident, gilt als einer der Gründervater der Europäischen Union
- 1964: Werner Bergengruen, deutscher Schriftsteller
- 1964: Lothar Müthel, deutscher Schauspieler und Theaterregisseur
- 1965: Tommy Hampson, britischer Mittelstreckenläufer und Olympiasieger
- 1965: Albert Schweitzer, deutscher Arzt, evangelischer Theologe, Philosoph, Missionar und Pazifist, Nobelpreisträger
- 1969: Marcel Riesz, ungarischer Mathematiker
- 1970: Hans Heitmann, deutscher Lehrer und Schriftsteller
- 1971: Enrico Dassetto, italienisch-schweizerischer Komponist, Dirigent und Violinist, Pianist und Organist
- 1972: Stanisław Milski, polnischer Schauspieler und Regisseur
- 1973: Willy Haas, deutscher Publizist, Filmkritiker und Drehbuchautor
- 1974: Creighton W. Abrams, US-amerikanischer General
- 1974: Marcel Achard, französischer Dramatiker und Drehbuchautor
- 1975: Tsuboi Shigeji, japanischer Schriftsteller
- 1975: Iwan Michejewitsch Sarjanow, sowjetischer Richter am Militärkollegium des Obersten Sowjets und des Militärgerichtshof für den Fernen Osten
- 1977: Ernst Friedrich Schumacher, britischer Ökonom
- 1979: Sefton Delmer, britischer Journalist
- 1980: Wolfgang Gentner, deutscher Physiker
- 1982: Guy Dugdale, britischer Bobfahrer
- 1982: Jack Tworkov, polnisch-US-amerikanischer Maler
- 1983: Ike Armstrong, US-amerikanischer American-Football-Trainer
- 1985: George O’Brien, US-amerikanischer Schauspieler
- 1985: Hans Paulus, deutscher Landwirt und Politiker
- 1985: Wassyl Stus, ukrainischer Dichter, Publizist, sowjetischer Dissident und ein Menschenrechtsaktivist
- 1987: Walther Abel, deutscher klassischer Philologe
- 1988: Artur Missbach, deutscher Politiker und Parteifunktionär, MdL, MdB
- 1988: Oda Schaefer, deutsche Lyrikerin und Autorin
- 1989: Colin Clark, britisch-australischer Ökonom
- 1989: Zenon Kliszko, polnischer Politiker
- 1989: Georges Simenon, belgischer Schriftsteller hauptsächlich von Kriminalromanen (Kommissar Maigret)
- 1989: Ronald Syme, neuseeländischer Althistoriker
- 1990: Irene Dunne, US-amerikanische Theater- und Filmschauspielerin
- 1990: Turan Dursun, türkischer Religionskritiker und Bürgerrechtler
- 1991: Charlie Barnet, US-amerikanischer Jazz-Saxophonist
- 1991: Tom Tryon, US-amerikanischer Schauspieler und Schriftsteller
- 1991: Dottie West, US-amerikanische Country-Sängerin
- 1992: Carl Butler, US-amerikanischer Country-Sänger
- 1992: Karl Heinz Füssl, österreichischer Komponist und Musikwissenschaftler
- 1993: Baltasar Lobo, spanischer Bildhauer und Zeichner
- 1993: Hervé Villechaize, französischer Schauspieler
- 1994: Ladislav Holoubek, slowakischer Komponist und Dirigent tschechischer Herkunft
- 1996: Joan Clarke, britische Kryptoanalytikerin

Hans Jürgen Eysenck († 1997)

- 1997: Hans Jürgen Eysenck, deutsch-britischer Psychologe
- 1997: Aldo Rossi, italienischer Architekt und Designer
- 1997: Anton Staudacher, deutscher Politiker
- 1998: Inge Aicher-Scholl, deutsche Schriftstellerin
- 1998: Hans Brenner, deutscher Schauspieler
- 1999: Georg Gawliczek, deutscher Fußballspieler und -trainer
- 1999: Gertrud Heinzelmann, Schweizer Juristin und Theologin
- 1999: Klement Slavický, tschechischer Komponist

### 21. Jahrhundert

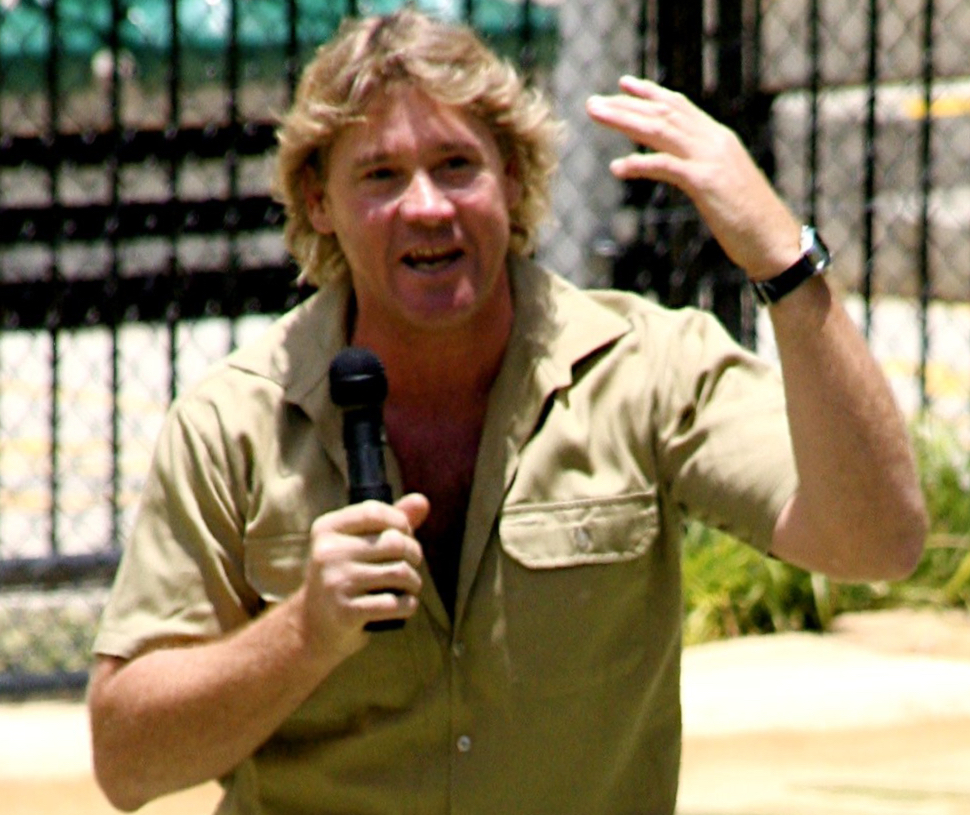
Steve Irwin († 2006)

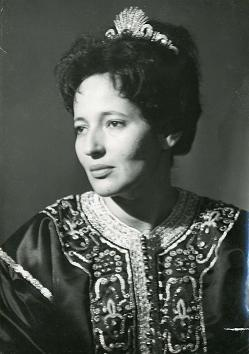
Lalla Aïcha († 2011)

- 2003: Lola Bobesco, belgische Geigerin rumänischer Herkunft
- 2003: Tibor Varga, ungarischer Violinist, Dirigent und Pädagoge
- 2004: Aquilino Boyd, panamaischer Diplomat und Politiker
- 2004: Richard Hey, deutscher Schriftsteller
- 2005: Lloyd Avery II, US-amerikanischer Schauspieler
- 2006: Giacinto Facchetti, italienischer Fußballspieler
- 2006: Steve Irwin, australischer Tierfilmer (Crocodile Hunter)
- 2006: Astrid Varnay, schwedische Opernsängerin
- 2007: Michael Cromer, deutscher Unternehmer
- 2008: Dan Bar-On, israelischer Psychologe, Autor, Holocaust- und Friedensforscher
- 2009: Franz Olah, österreichischer Politiker
- 2011: Lalla Aicha von Marokko, marokkanische Prinzessin und Botschafterin
- 2011: Lee Roy Selmon, US-amerikanischer American-Football-Spieler
- 2012: Gion Antoni Derungs, Schweizer Komponist, Musiker und Musikpädagoge
- 2013: Dick Raaijmakers, niederländischer Komponist, Performance- und Installationskünstler
- 2014: Włodzimierz Kotoński, polnischer Komponist
- 2014: Wolfhart Pannenberg, deutscher evangelischer Theologe

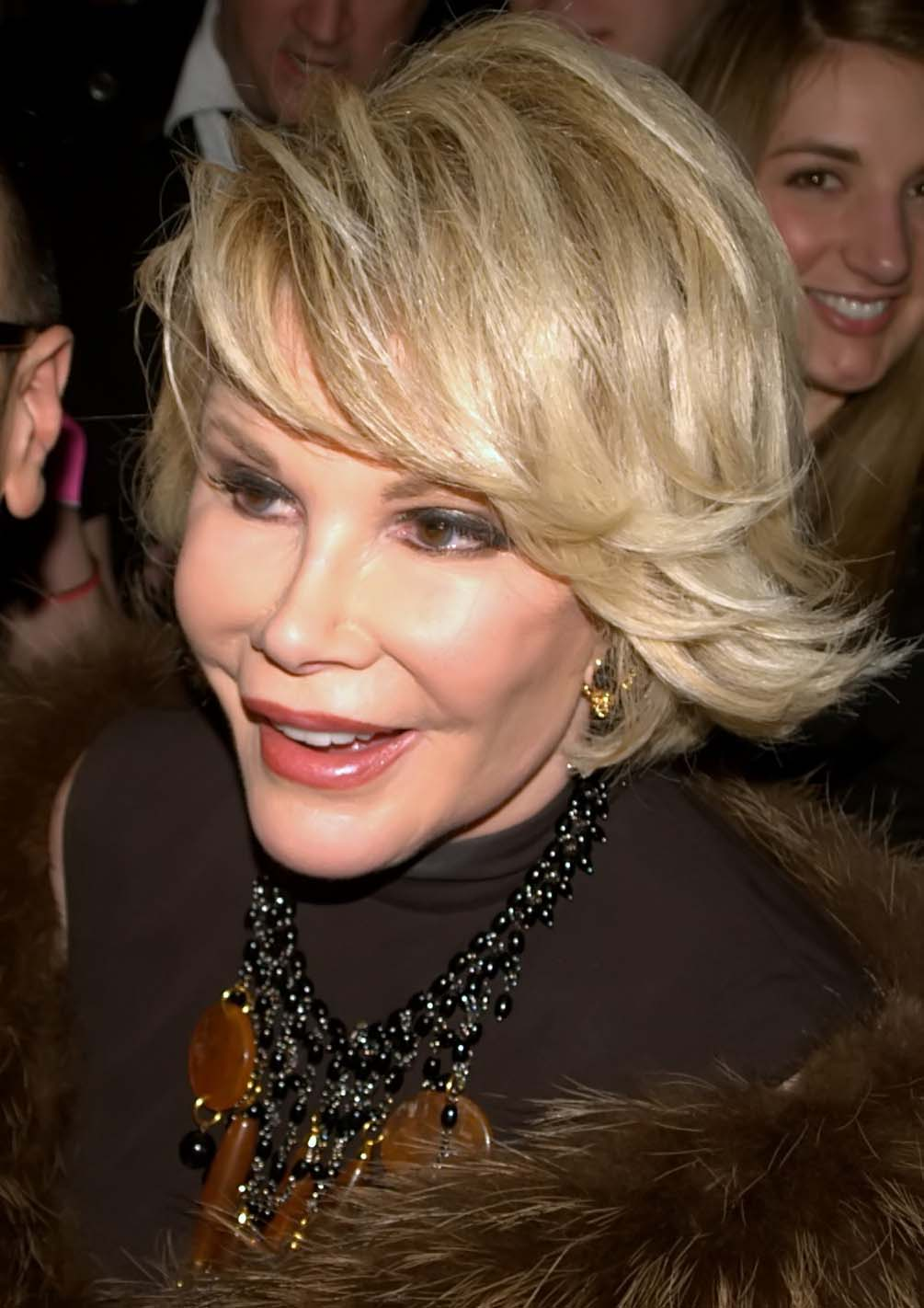
Joan Rivers († 2014)

- 2014: Joan Rivers, US-amerikanische Entertainerin
- 2014: Dick Thompson, US-amerikanischer Autorennfahrer
- 2015: Rainer Kirsch, deutscher Schriftsteller und Dichter
- 2015: Rico Rodriguez, jamaikanischer Posaunist und Bandleader
- 2016: Peter Janich, deutscher Philosoph und Wissenschaftstheoretiker
- 2016: Klaus Traube, deutscher Umweltforscher
- 2017: Julius Markschiess van Trix, deutscher Artist und Autor
- 2017: Dieter Rumstig, deutscher Gitarrist und Musikdramaturg
- 2018: Charles W. Myers, US-amerikanischer Herpetologe
- 2018: Ab McDonald, kanadischer Eishockeyspieler

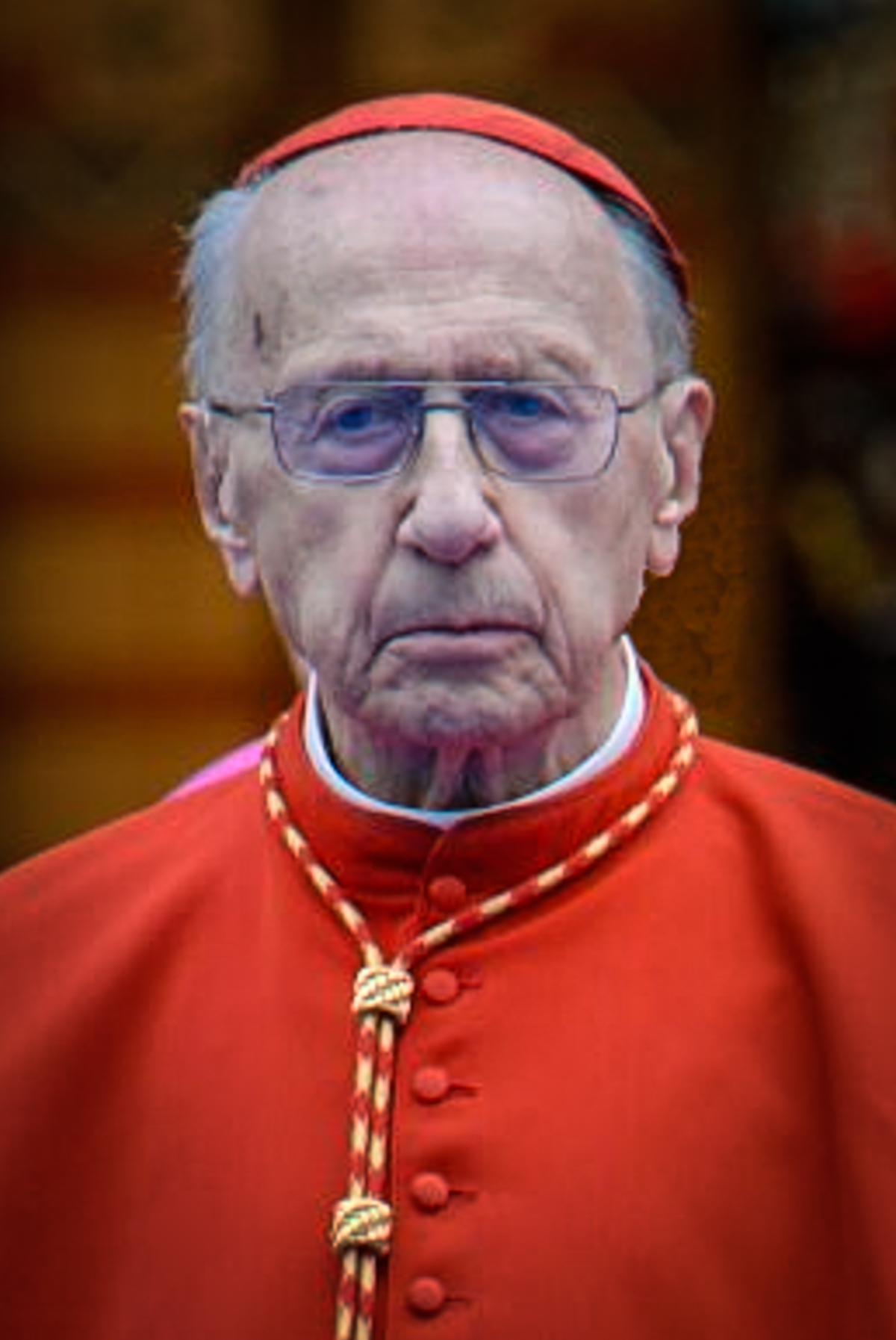
Roger Etchegaray († 2019)

- 2019: Roger Etchegaray, französischer Kardinal
- 2019: Karoline Müller, deutsche Galeristin
- 2020: Annie Cordy, belgische Schauspielerin und Sängerin
- 2020: Richard Köhler, deutscher Ökonom
- 2020: Dzidra Rieksta, lettische Rosenzüchterin
- 2021: Albert Giger, Schweizer Skilangläufer
- 2021: Ludwig Haas, deutscher Schauspieler
- 2021: Jörg Schlaich, deutscher Bauingenieur
- 2022: Isolde Schmitt-Menzel, deutsche Designerin, Autorin und Illustratorin
- 2024: Heinz Börner, deutscher Mediziner und Hochschullehrer

## Feier- und Gedenktage
- Kirchliche Gedenktage
  - Hl. Mose, israelitischer Prophet (katholisch, orthodox, evangelisch: LCMS)
  - Giovanni Mollio, italienischer Reformator und Märtyrer (evangelisch)
  - Hl. Rosalia, italienische Einsiedlerin, Nonne und Schutzpatronin (katholisch)
- Namenstage
  - Hermine, Ida, Iris, Irmgard, Rosalia, Sven, Suitbert

Weitere Einträge enthält die Liste von Gedenk- und Aktionstagen.